# 善明邨

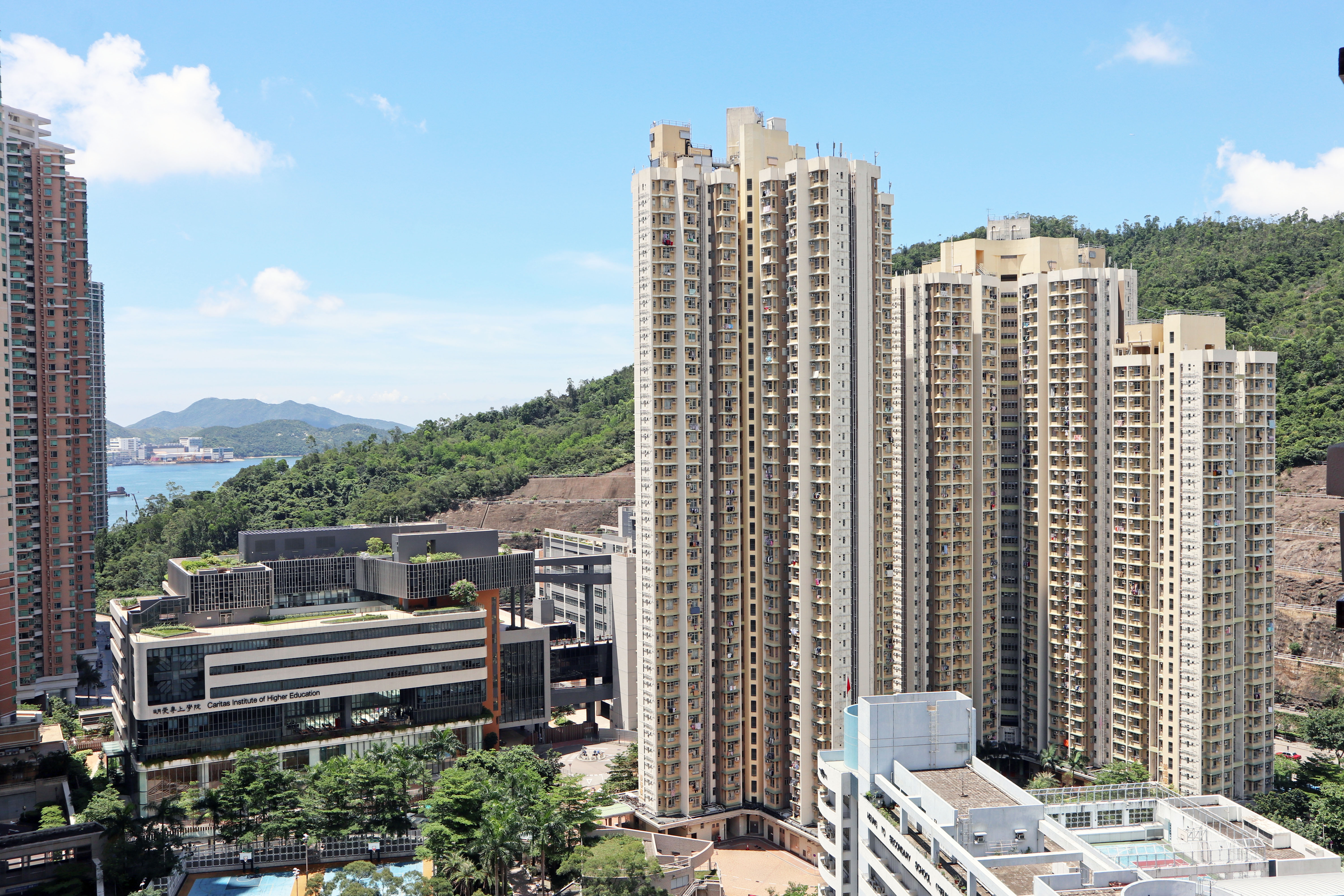
2020年善明邨及聖方濟各大學外觀

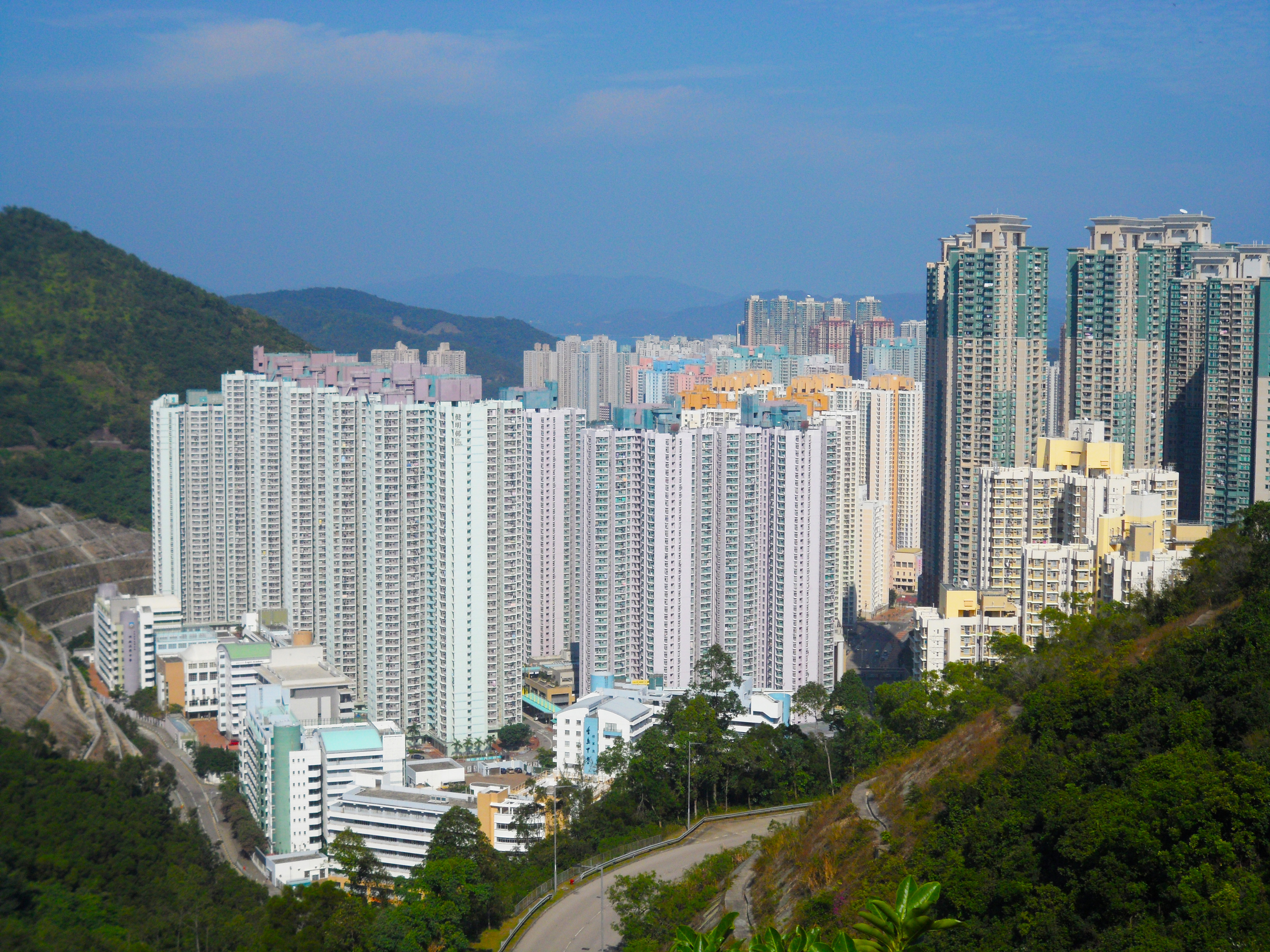
善明邨及健明邨遠觀

善明邨（英語：Shin Ming Estate）是香港房屋委員會轄下的公共屋邨，由房委會總建築師（3）設計，位於新界西貢區將軍澳調景嶺第73B區彩明街2號，鄰近翠嶺里。

## 位置與歷史
善明邨在興建之前是一個露天停車場（更前身為擬定建造私人參建居屋用地，因為於2002年政府宣佈「無限期」停建居屋而告終），曾經更甚被謠傳為香港科技大學宿舍選地。
最後，屋邨在2008年早期開始興建，2010年12月落成，並於2011年4月入伙，並帶動調景嶺一帶區內人流增長；建築工程的總承建商是瑞安承建有限公司，曾經獲得香港環境卓越計劃「2009年度界別卓越獎」建築界別的優異奬項。
2010年9月16日，香港房屋委員會宣布調整兩個2010年12月落成新屋邨的租金，經過調整後，善明邨的租金為每月每平方米51.3元。

## 屋邨概要
善明邨由兩幢主樓及1幢附翼大廈組成，分別命名為善智樓和善禮樓，主要色系分別是啡色以及黃色配綠色，與毗鄰的港鐵調景嶺站上蓋的私人屋苑相配合；而每層走廊的牆壁以斜紋設計，為平凡而狹長的通道添上了動感。
此邨鄰近明愛白英奇專業學校及聖方濟各大學，距離港鐵調景嶺站只有5分鐘的步行路程。善明邨於2010年12月竣工，2011年4月起辦理入伙手續。

## 屋邨資料

### 樓宇
| 樓宇名稱（座號）    | 樓宇類型                                      | 落成日期 | 樓宇層數 （住宅層數）         | 每層伙數                   | 每座單位總數（伙） | 建築師              | 承建商           | 提供升降機的廠商 |
| ------------------- | --------------------------------------------- | -------- | ----------------------------- | -------------------------- | ------------------ | ------------------- | ---------------- | ---------------- |
| 善智樓（第1座）     | 非標準設計大廈 （十字型）                     | 2011年   | 41（38）                      | 24                         | 912                | 房屋署總建築師（3） | 瑞安承建有限公司 | 通力             |
| 善禮樓（第2及2A座） | 非標準設計大廈（十字型） 連非標準設計附翼大廈 | 2011年   | 主樓：36（33） 附翼：30（27） | 34（1-27樓） 24（28-33樓） | 1062               | 房屋署總建築師（3） | 瑞安承建有限公司 | 通力             |

### 善禮樓附翼大廈
善明邨附翼大廈是非標準設計大廈的小型樓宇，附翼大廈是連接主樓，由於沒有足夠的單身人士的單位，因此房屋署特別設計一款附翼大廈，並採用於屋邨建築內。這座附翼大廈設有一部獨立升降機，它與其他附翼大廈不同，除了水電煤設施，善明邨附翼大廈有一人和二人單位，這些單位設計為特別顧及長者的需要，並可供輪椅出入。

### 辦事處
善明邨物業辦事處是由高耀物業管理有限公司負責管理，辦事處位於善明邨善禮樓地下，現時主要是處理邨內入伙居民的租約為主，辦事處設有裝修部並為新入伙居民提供單位裝修服務。裝修部位於善智樓地下，入口面向休憩廣場。

### 購物
善明邨有一條橋連接都會駅商場或城中駅，商場內有大型超級市場、快餐店及中式酒樓，而商場更可直達調景嶺港鐵站。另外，善智樓C翼地下設有7-Eleven便利店，此商店是屋邨內唯一的便利店。

### 善明邨遊樂場
此場地全面禁煙，並有提供吸煙區，此於正門入口。場內設有一條行人通道來往善明邨及都會駅或城中駅，並設置籃球場、羽毛球場及健身設施等，並可供健明邨、善明邨以及附近居民使用。遊樂場前身是露天停車場。

### 善明邨屋邨道路
善明邨屋邨道路（英語：Shin Ming Estate Estate Road）是為停車場而設的道路，位於新界調景嶺善明邨內，隨著善明邨住宅於2011年2月一併落成。此道路並與翠嶺里連接一起。
由於此道路是善明邨屋邨範圍內的道路，因此進出的車輛均受到限制。此道路沒有任何公共交通工具駛經，在2013年至2015年共有兩次交通意外。

### 沿途建築物
- 聖方濟各大學
- 籃球場
- 停車場
- 善智樓、善禮樓
- 羽毛球場

## 相片集

### 屋邨景色與樓宇外貌

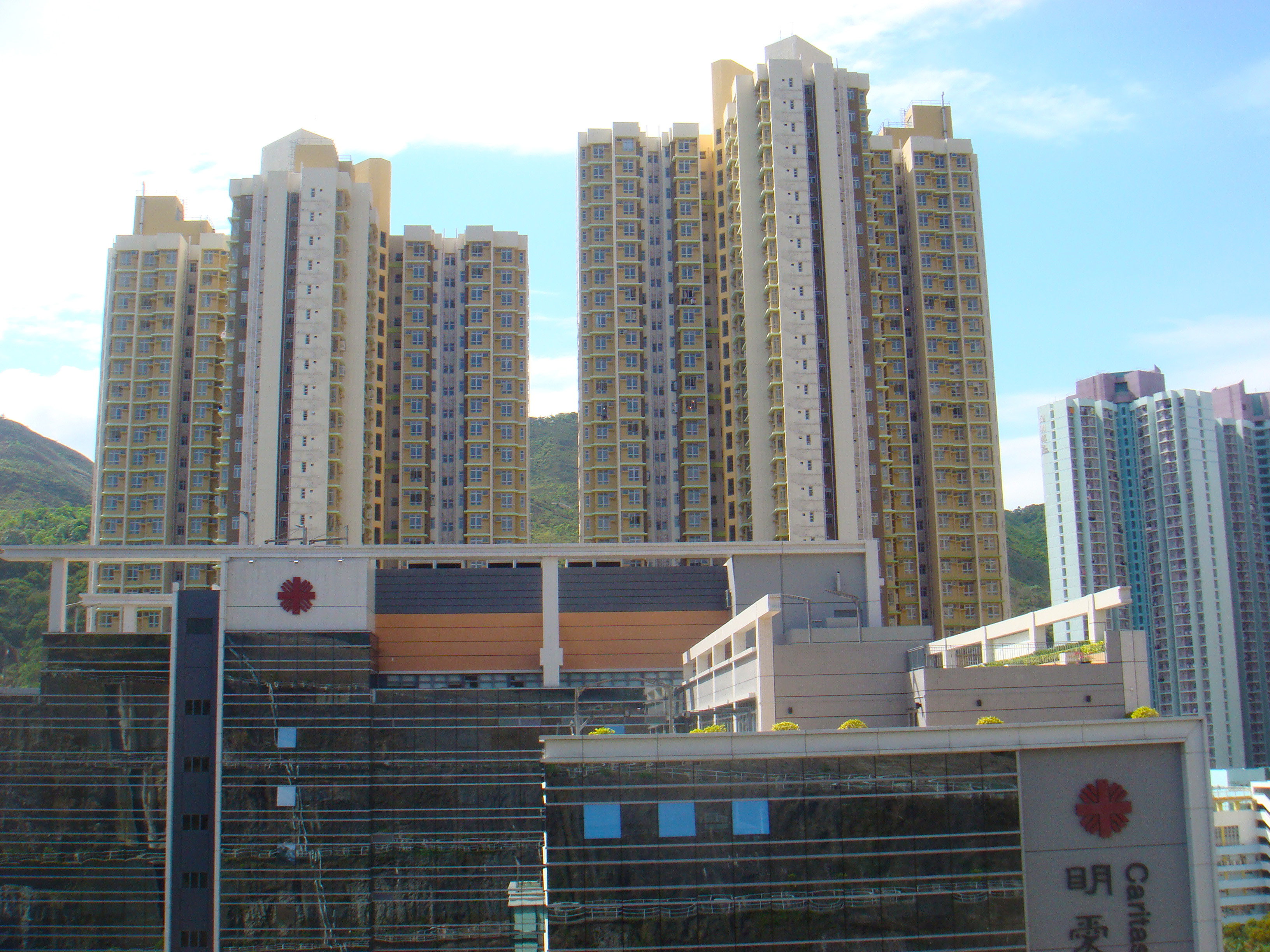
遠眺善明邨與健明邨明宇樓、明宙樓，下方為明愛白英奇專業學校
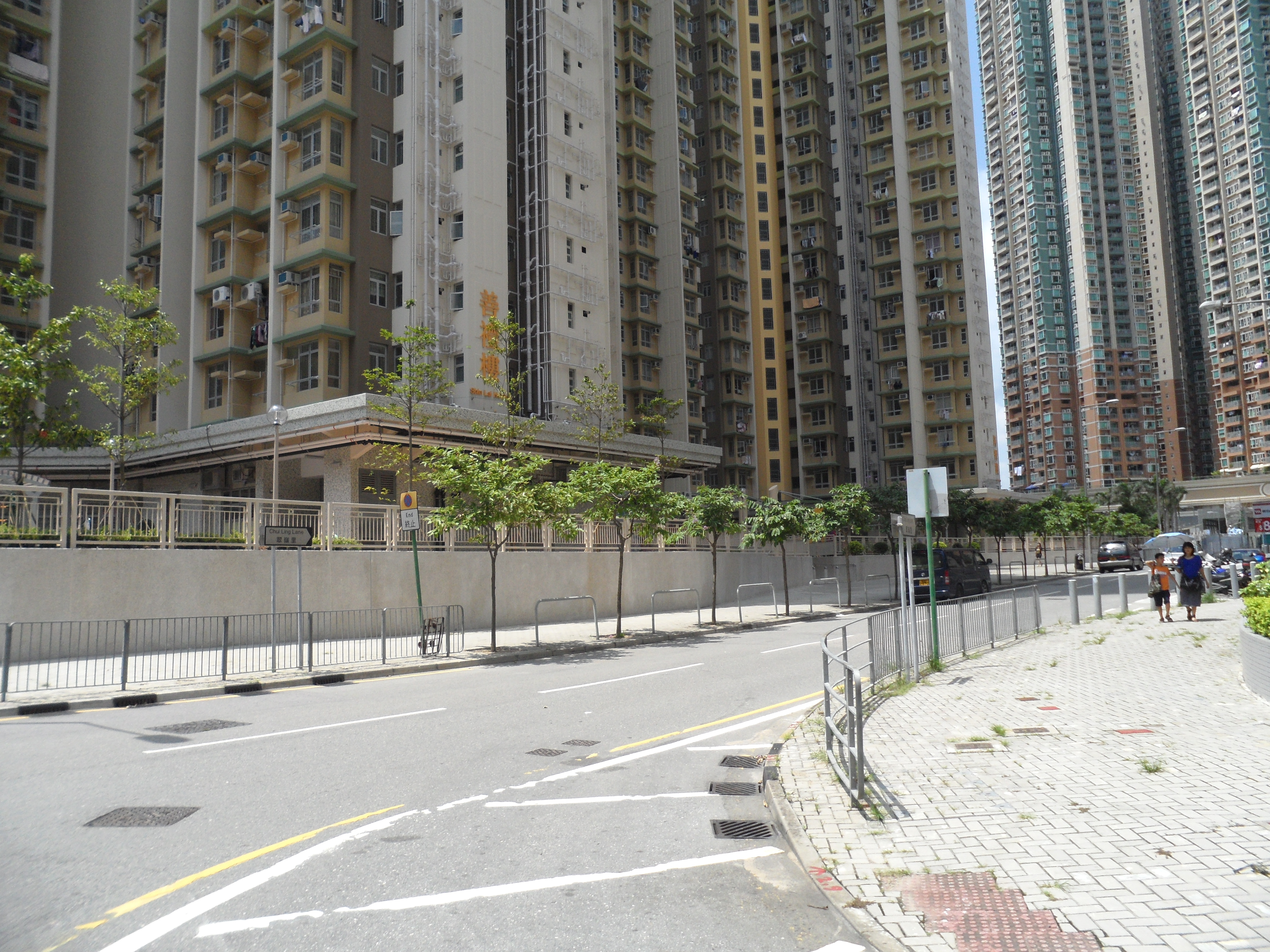
眺望善明邨與翠嶺里路口
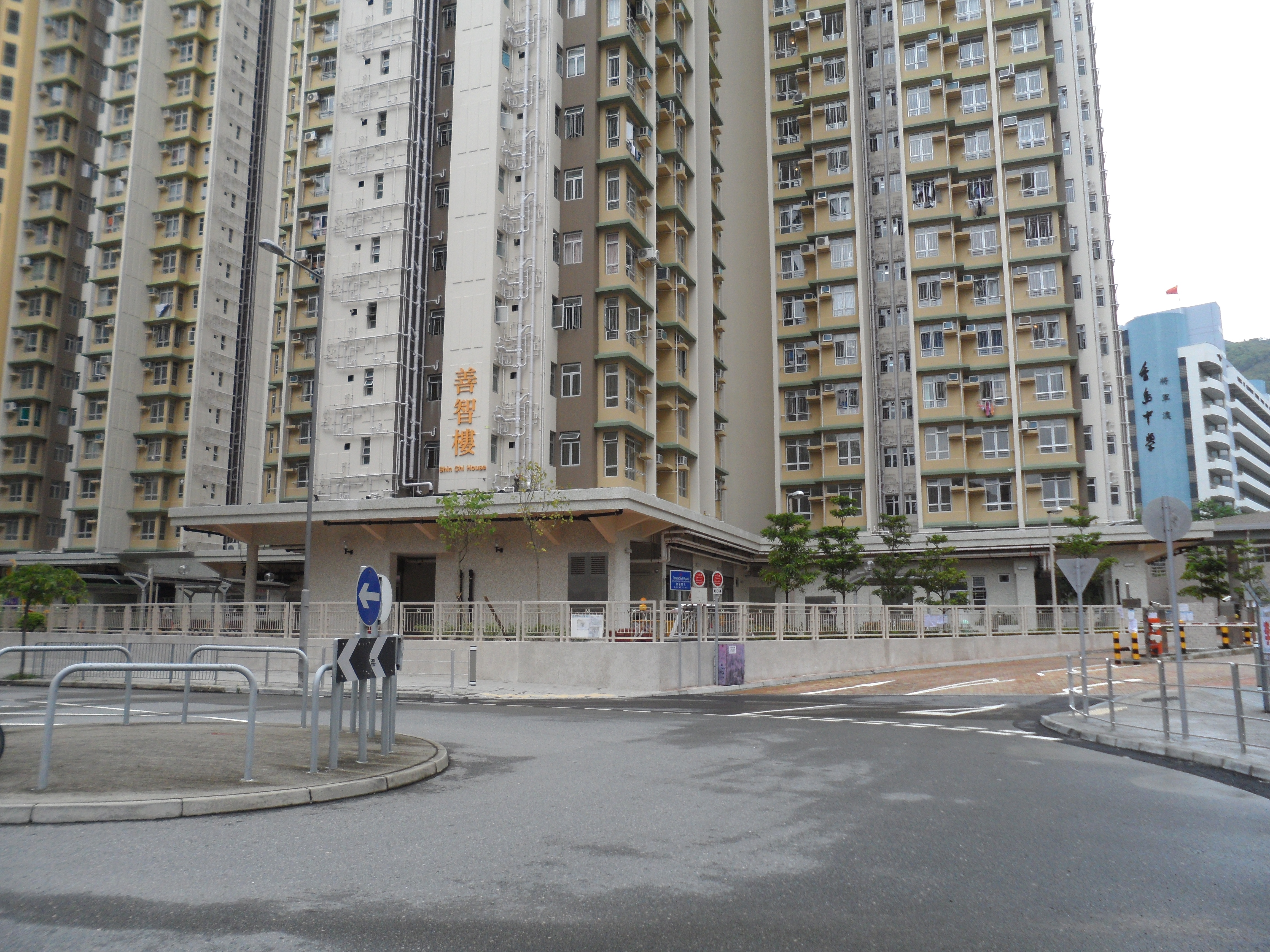
善明邨屋邨道路入口與翠嶺里迴旋處
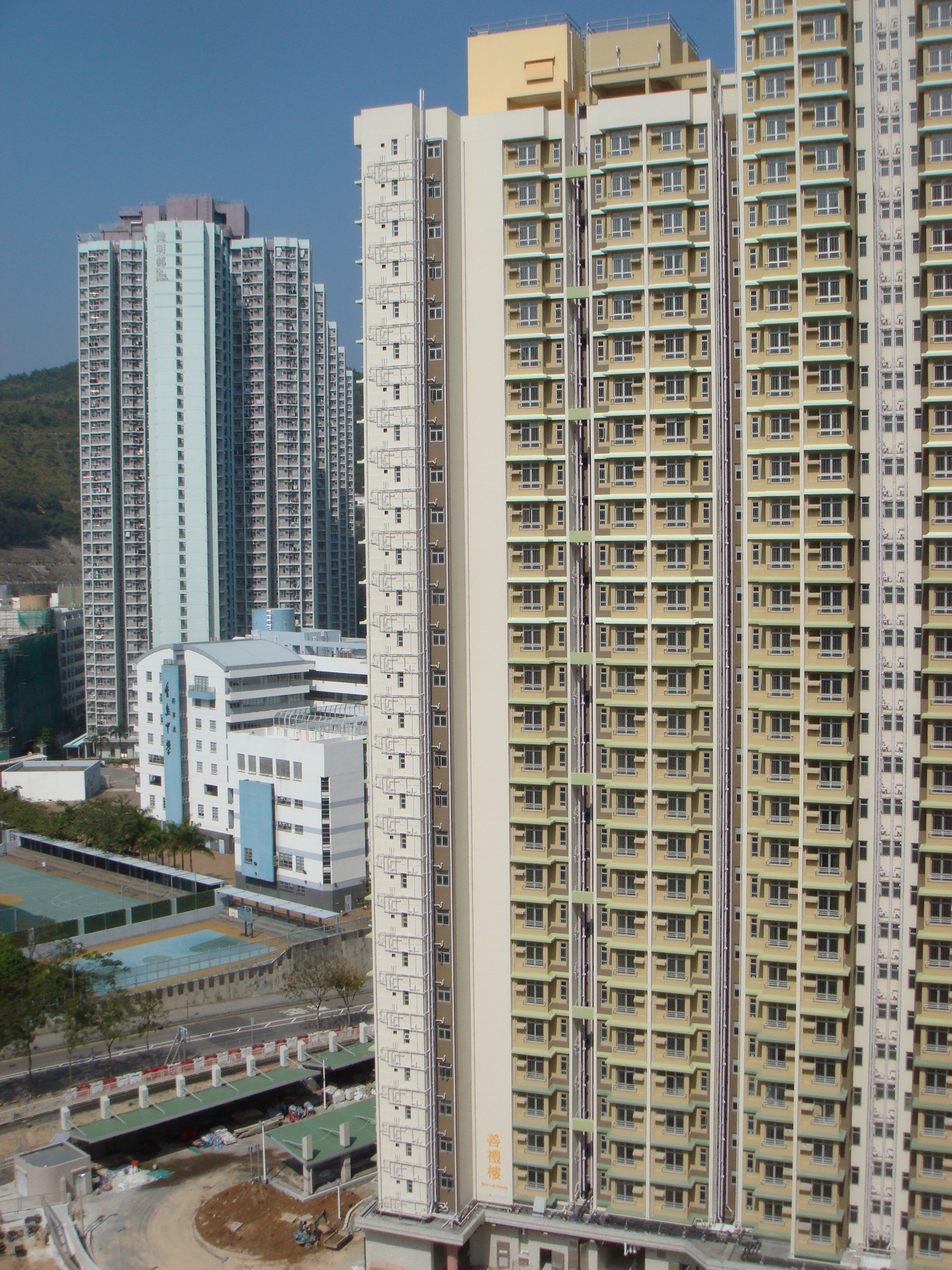
善明邨善禮樓附翼大廈（2A座），後方為健明邨與將軍澳香島中學
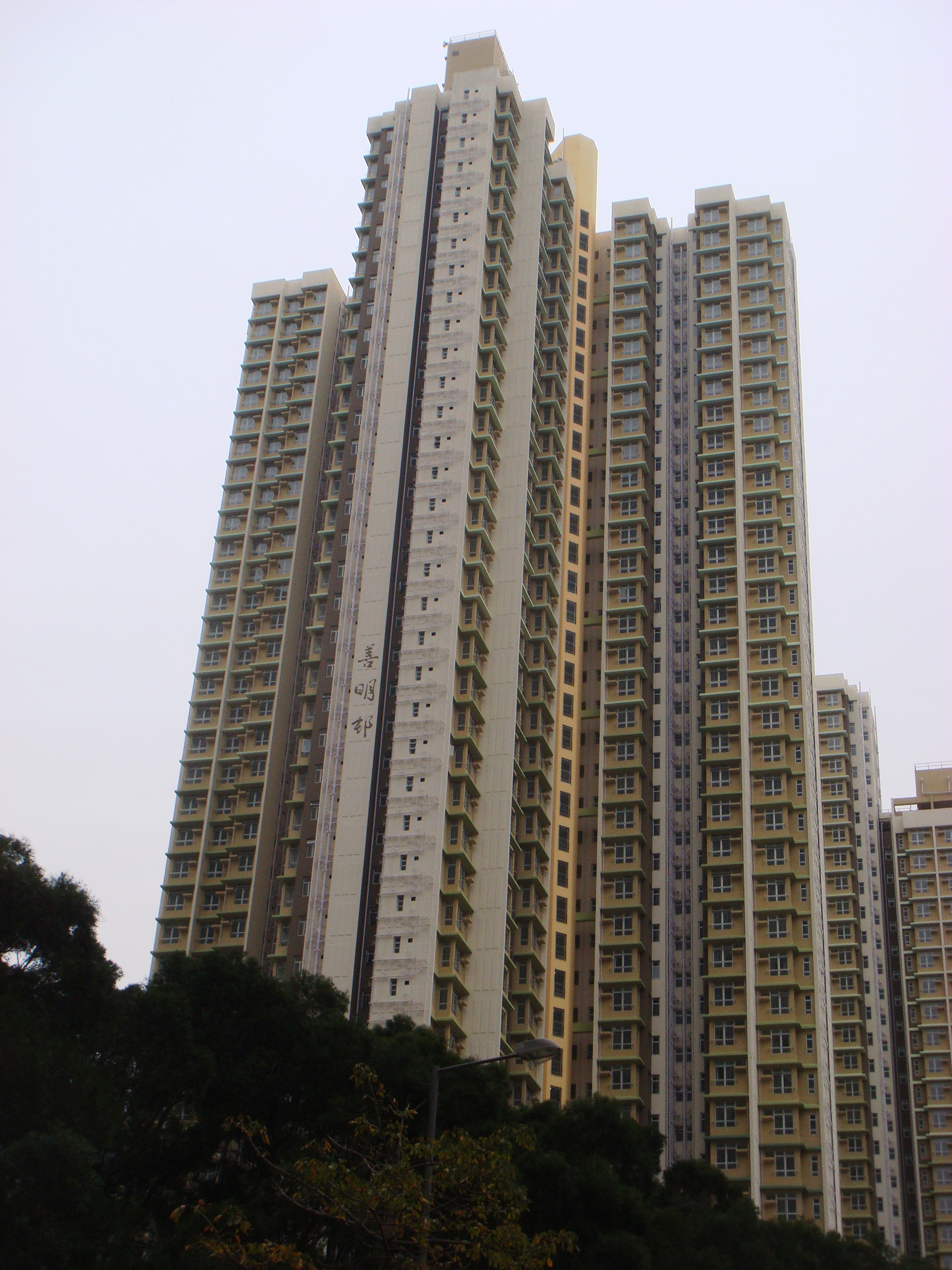
主樓善智樓，外牆寫上了「善明邨」字樣
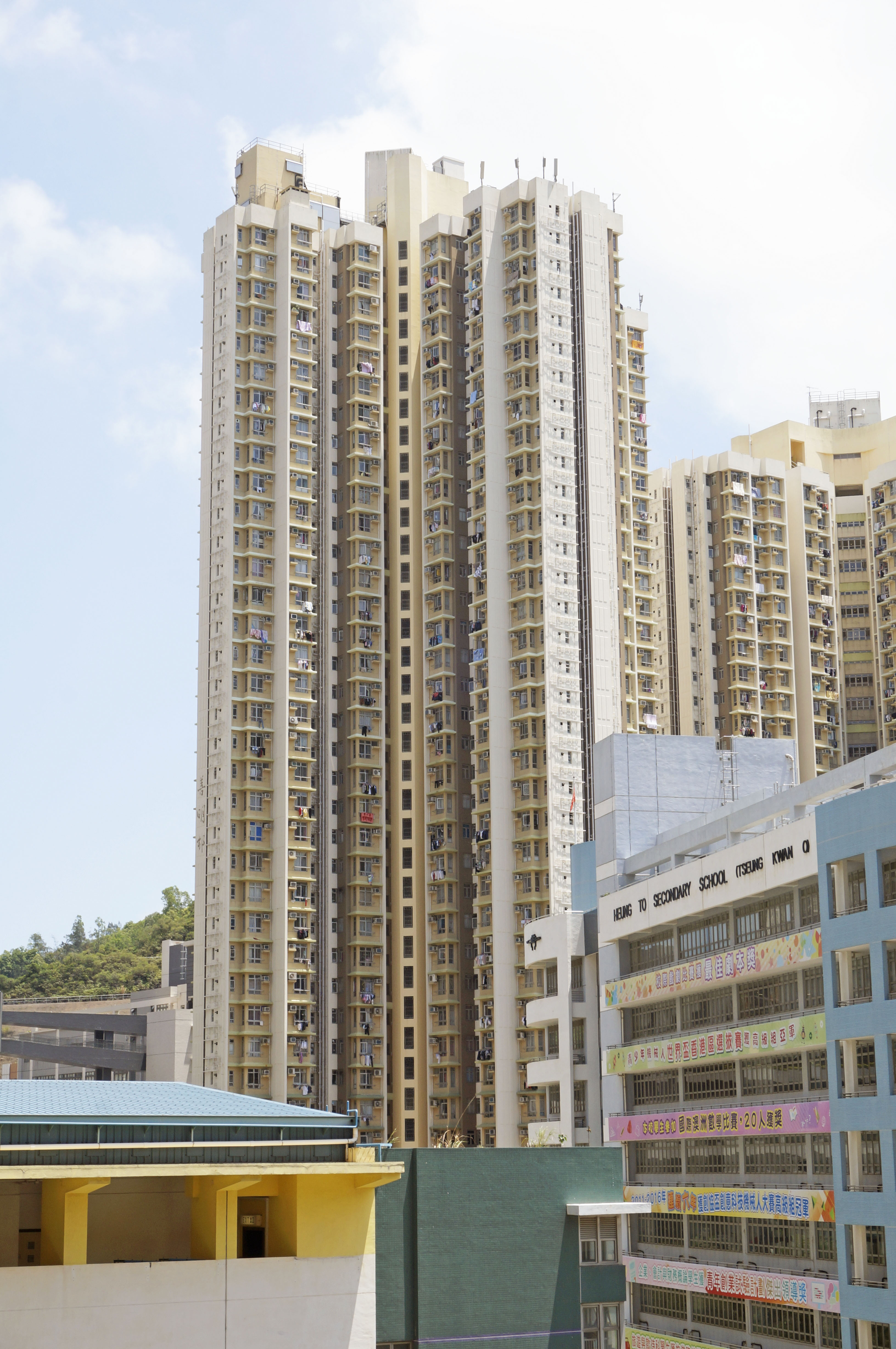
善明邨善智樓外貌
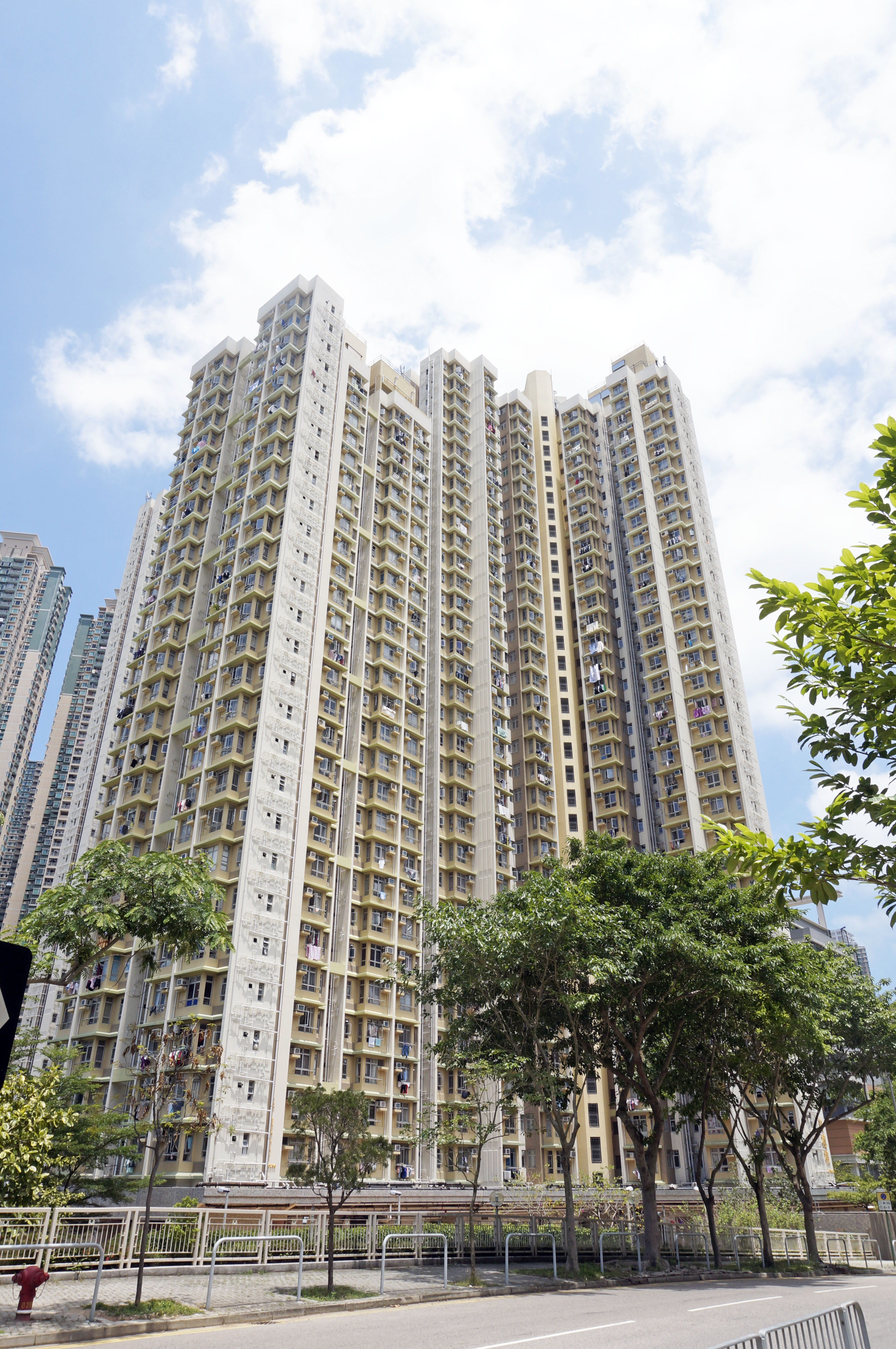
善明邨善禮樓外貌
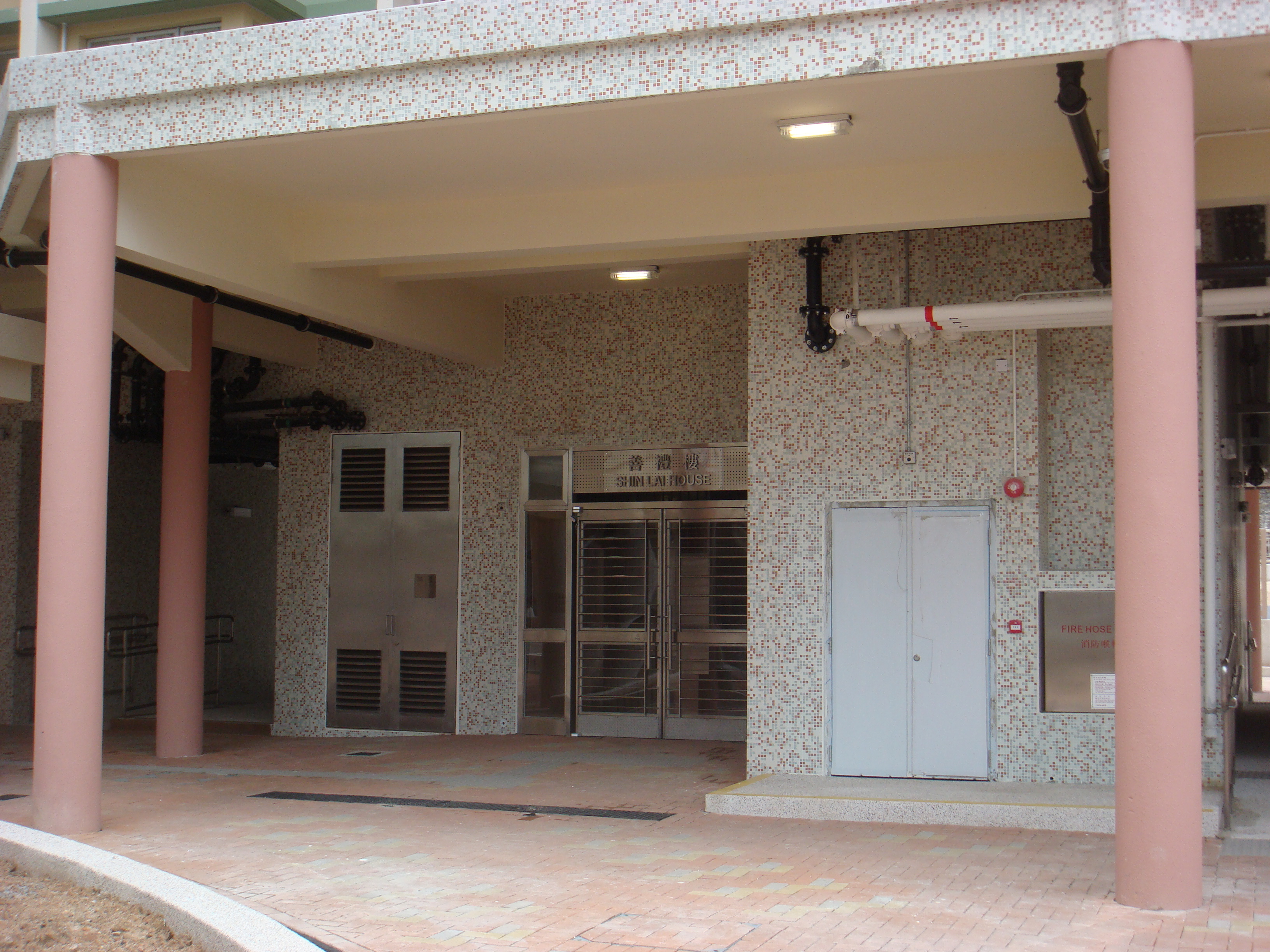
善明邨附翼大廈門外有兩條粉紅色柱
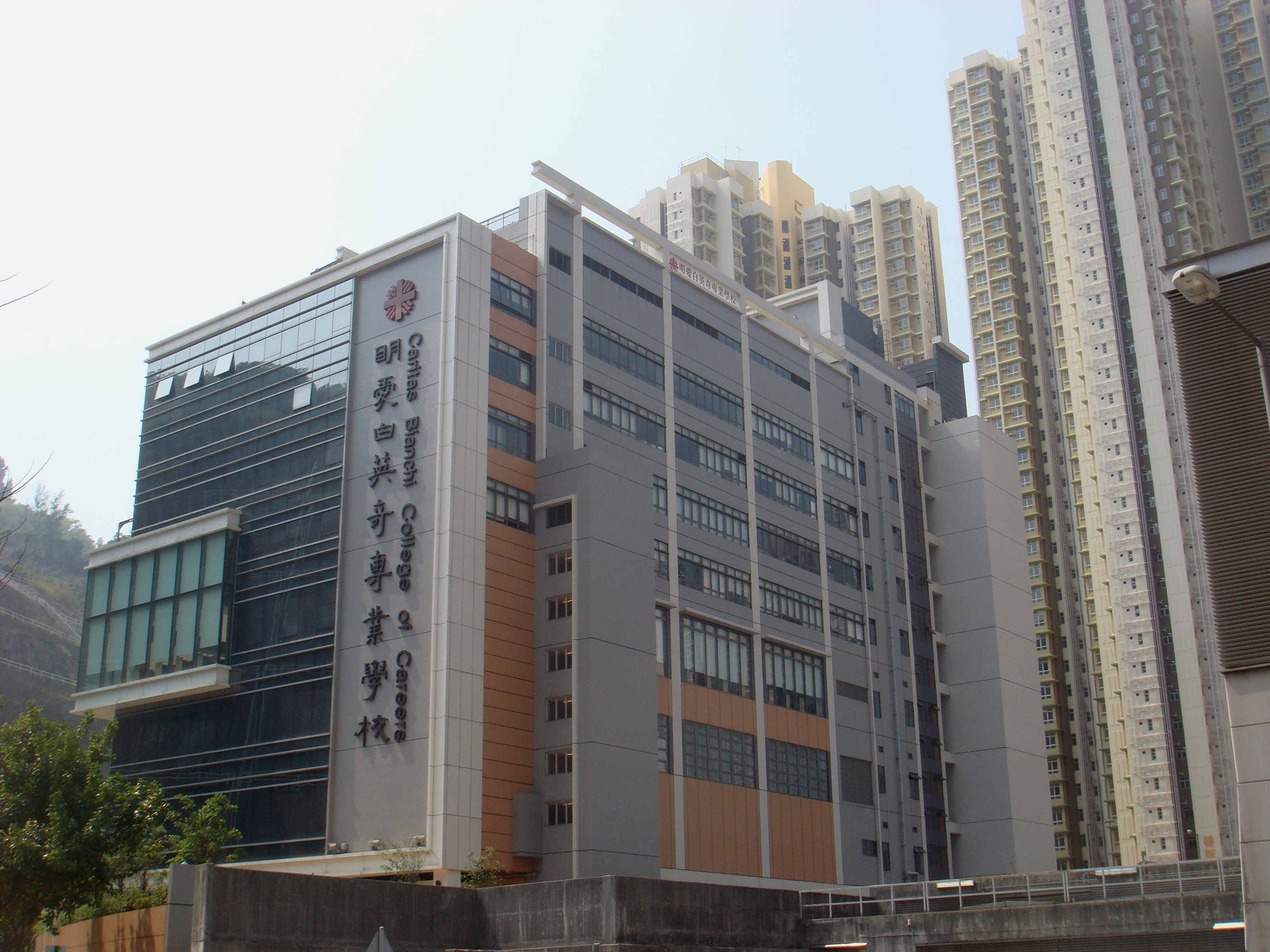
明愛白英奇專業學校與善明邨外貌
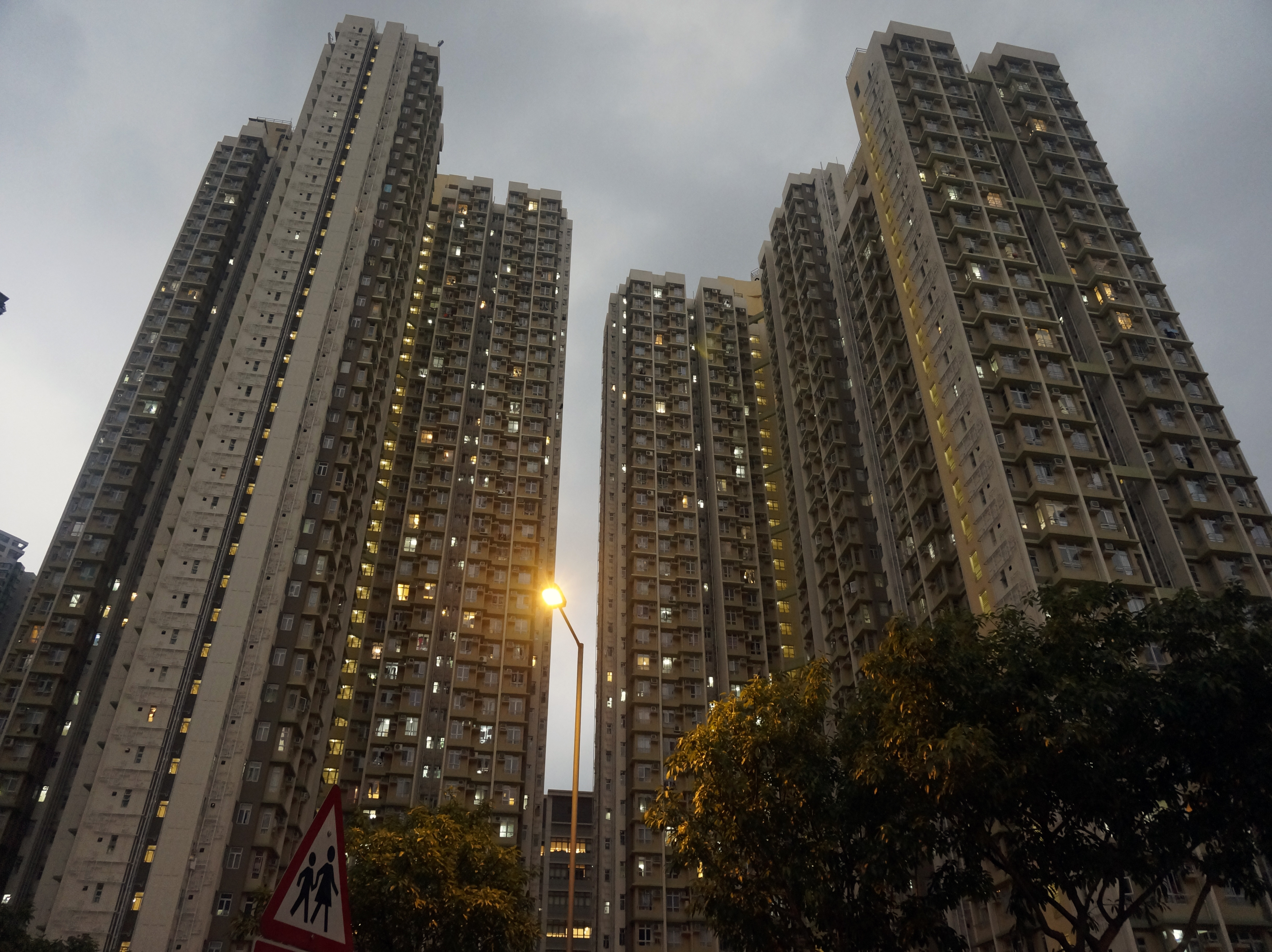
善明邨大廈夜景
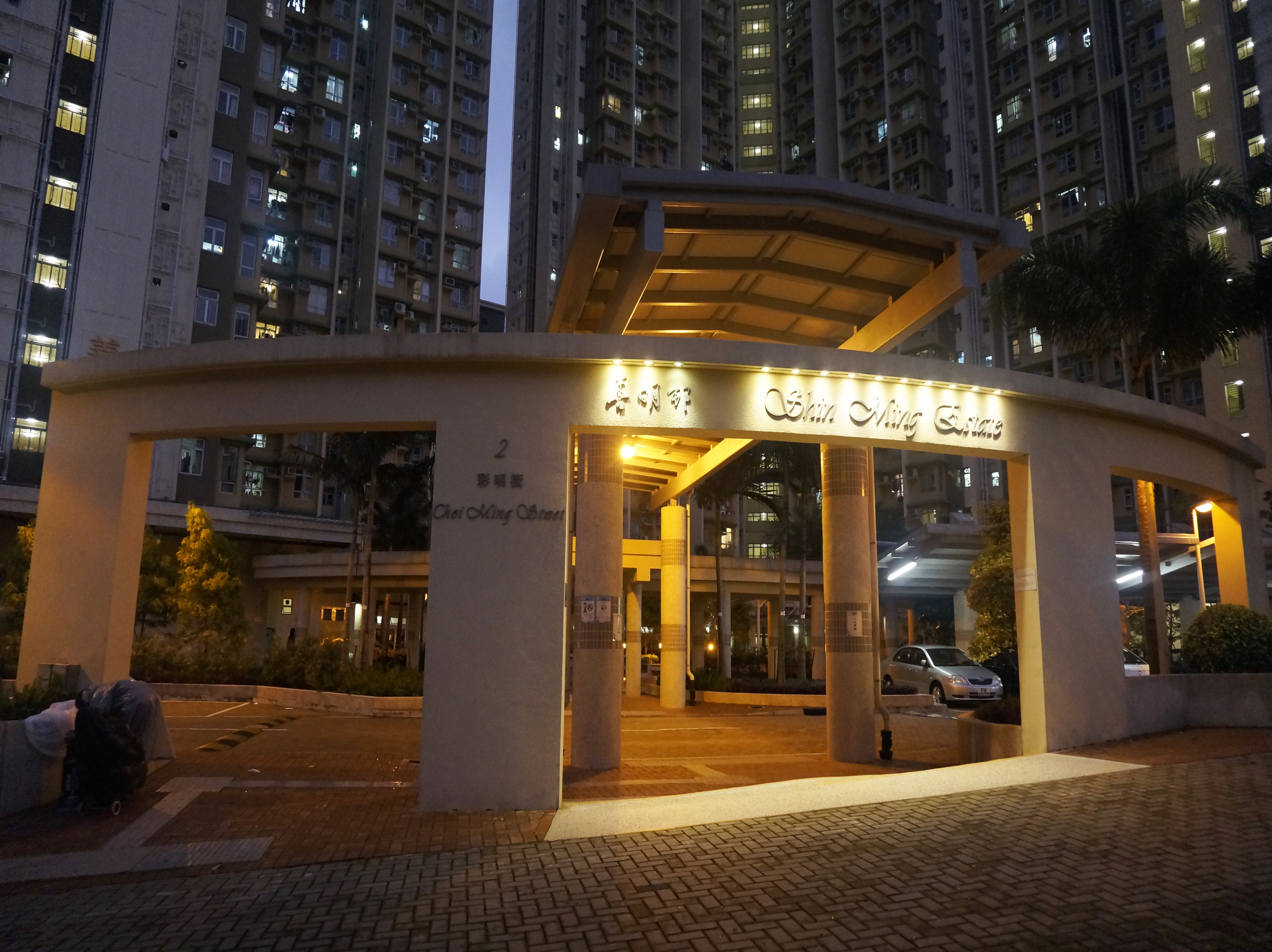
善明邨正門夜色
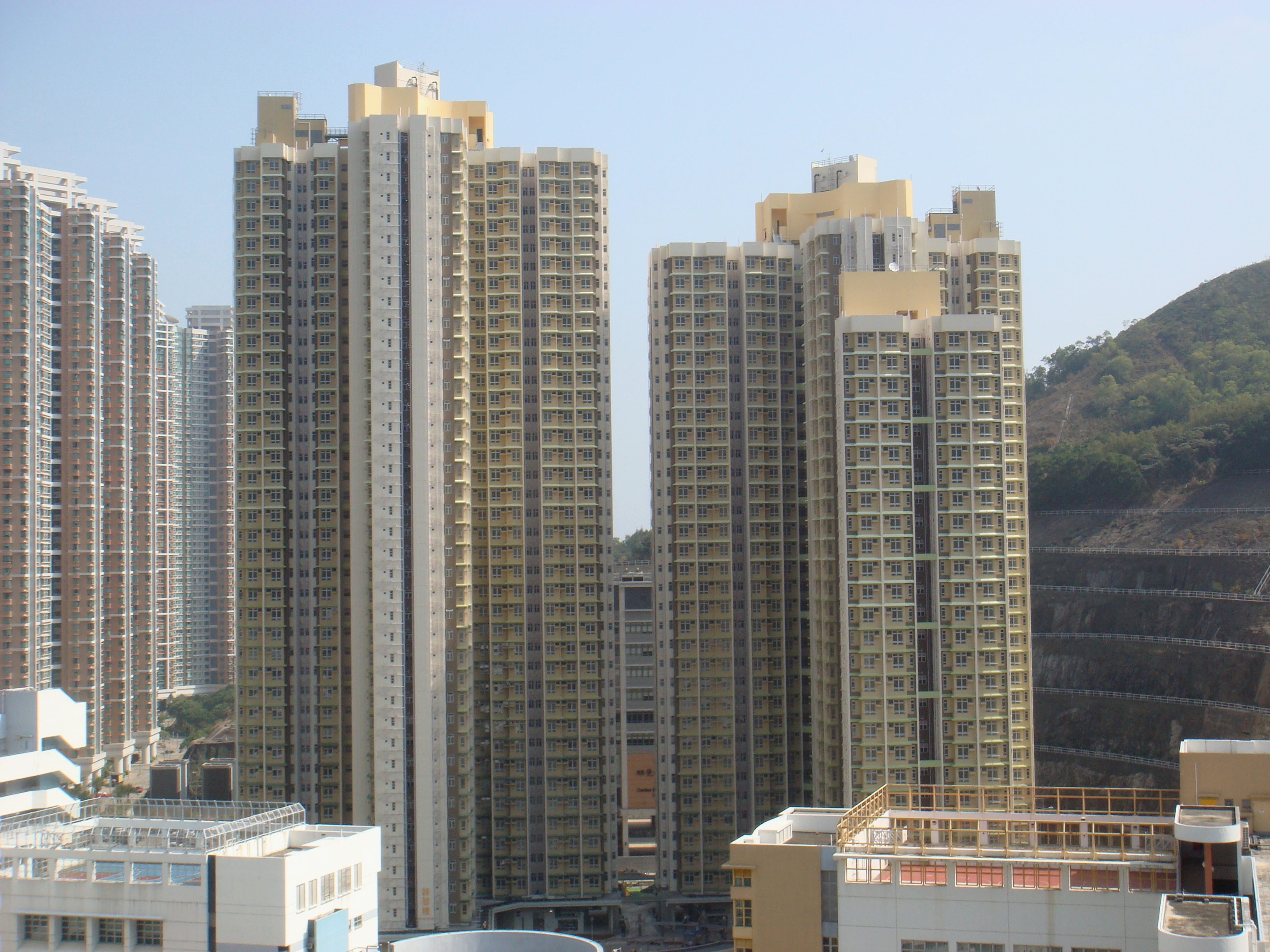
入伙之前的善明邨
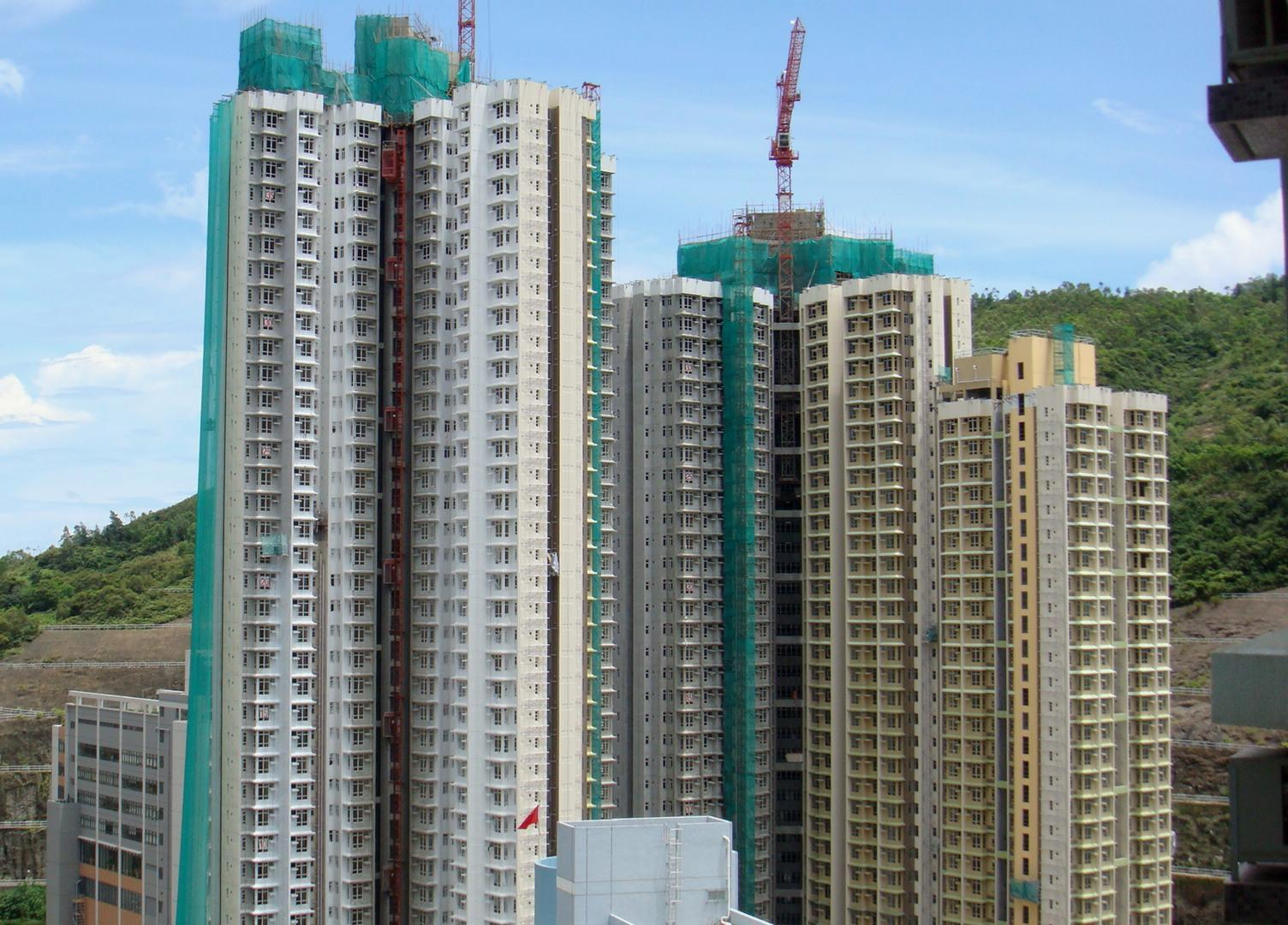
興建時期的善明邨

### 屋邨標誌牌坊、通道與地圖指南

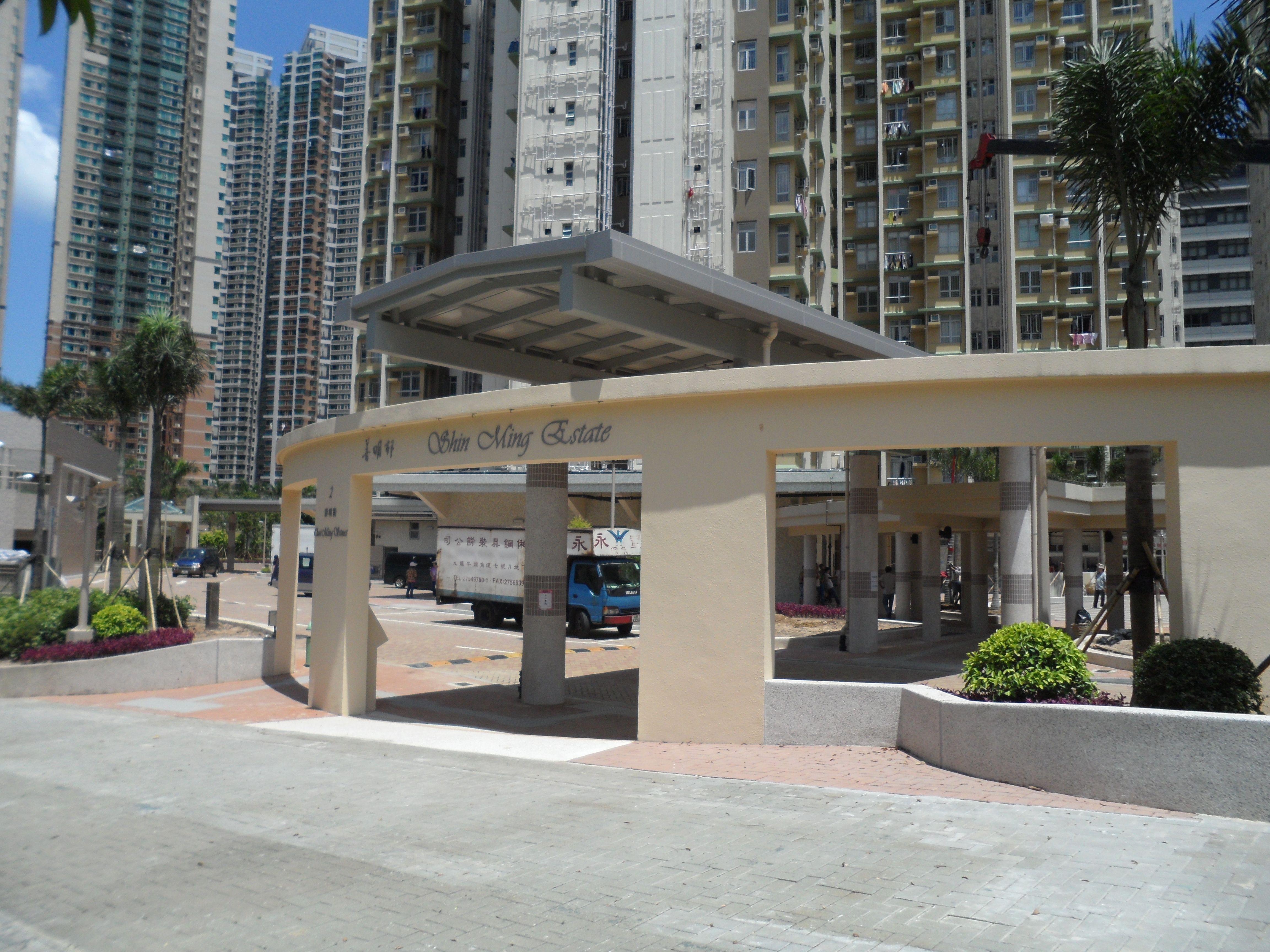
善明邨主要入口，鄰近彩明街
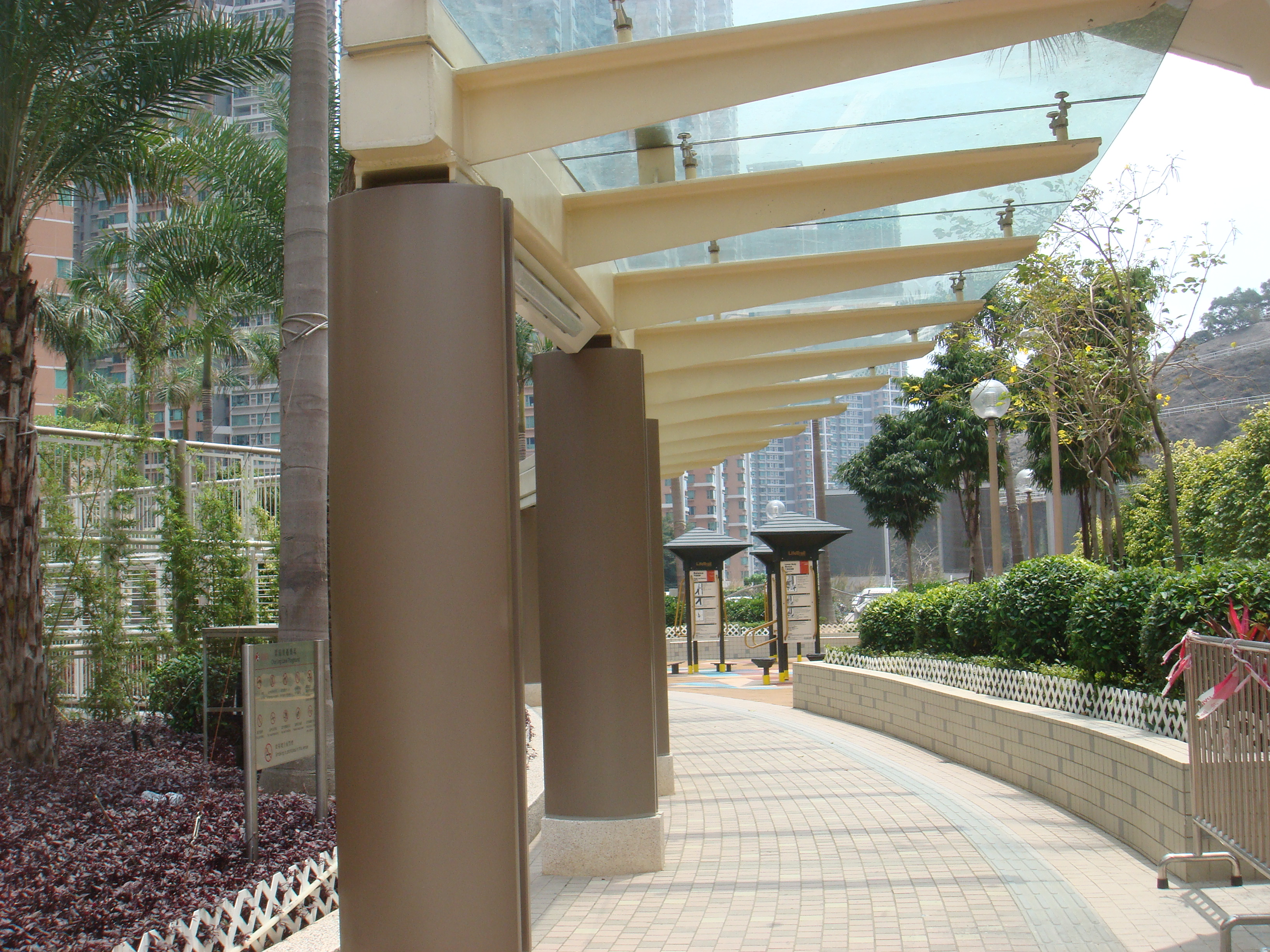
連接善明邨與都會駅或城中駅的通道
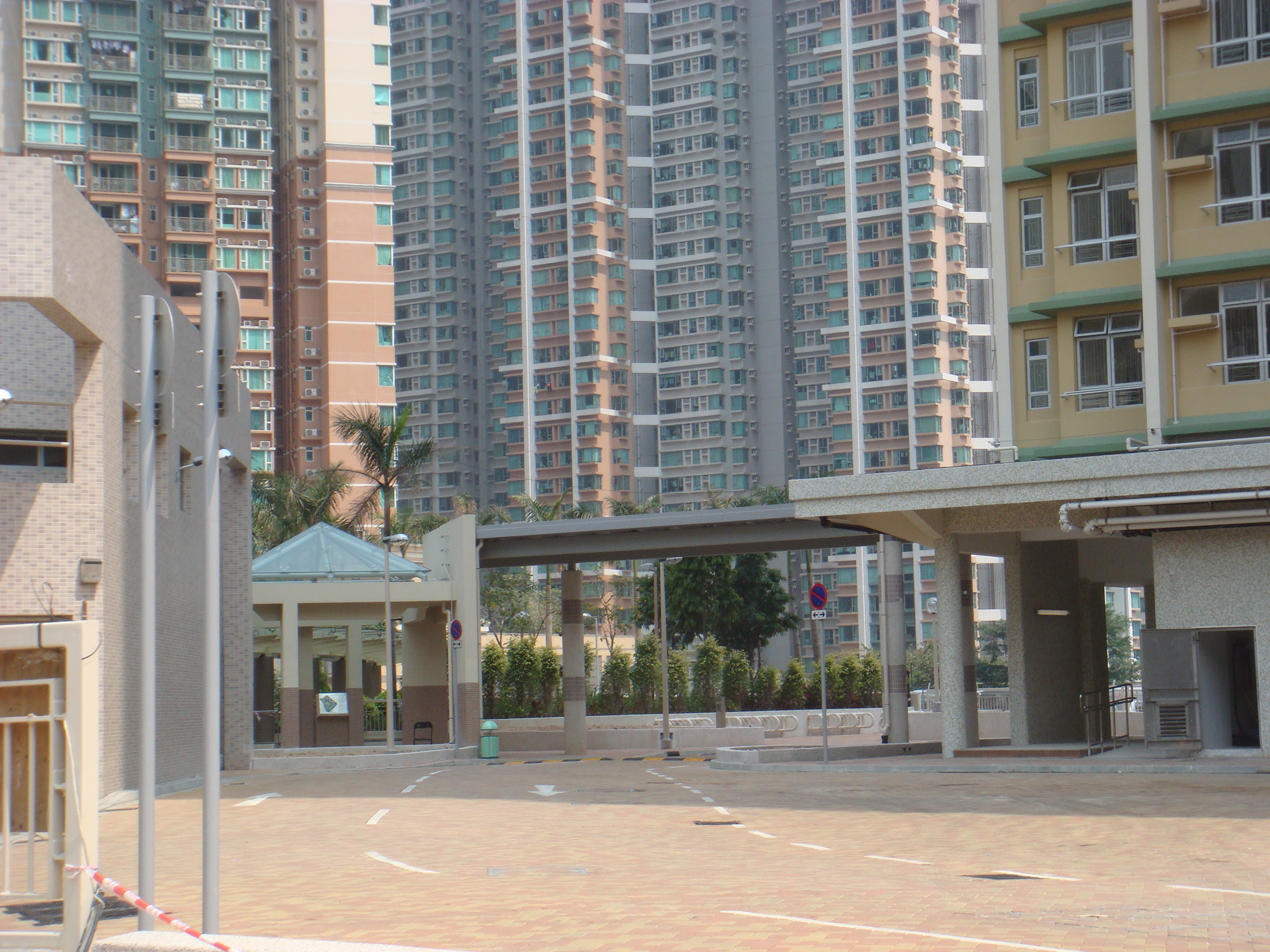
善明邨往籃球場及翠嶺里的通道
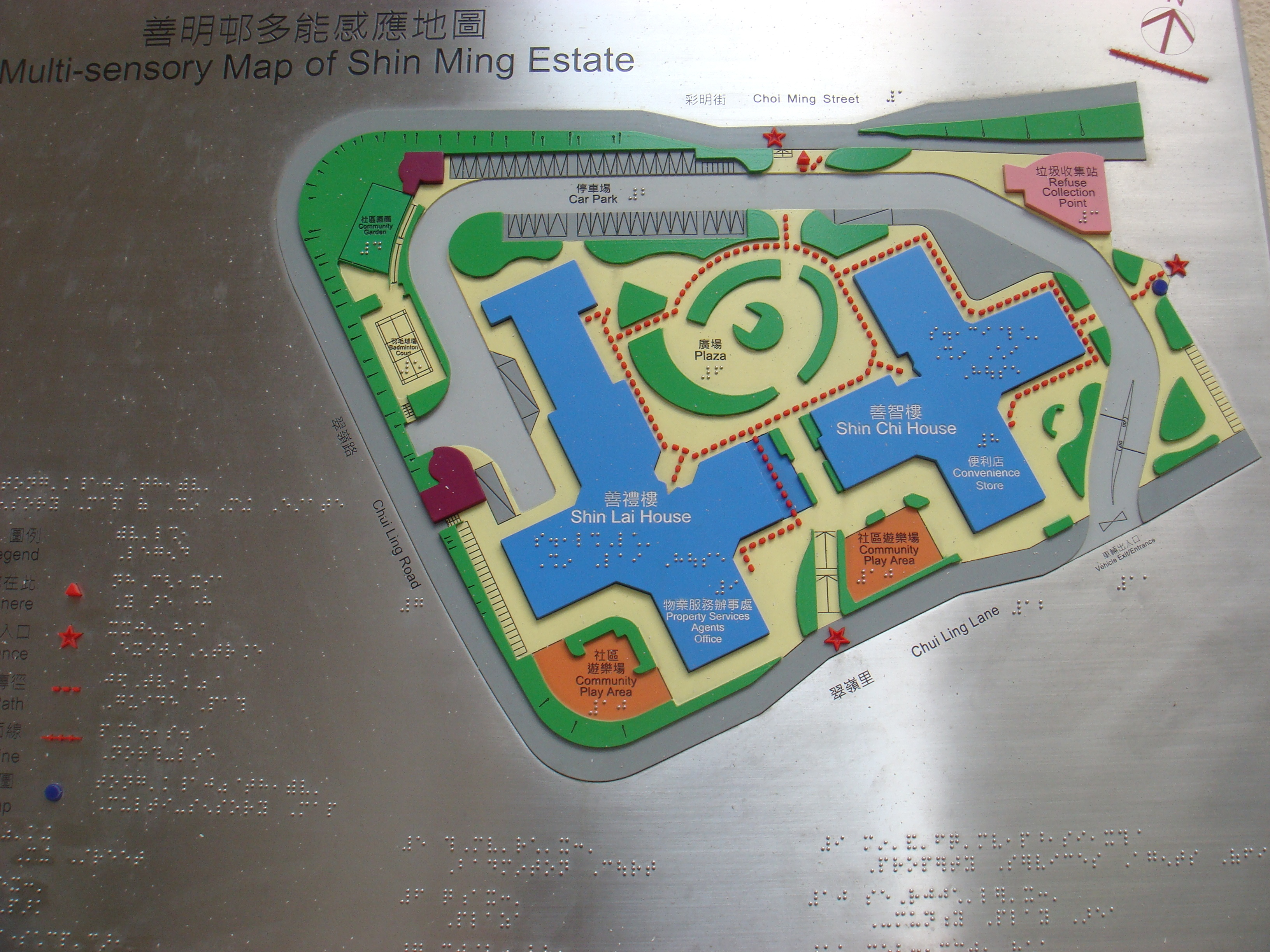
善明邨多能感應地圖
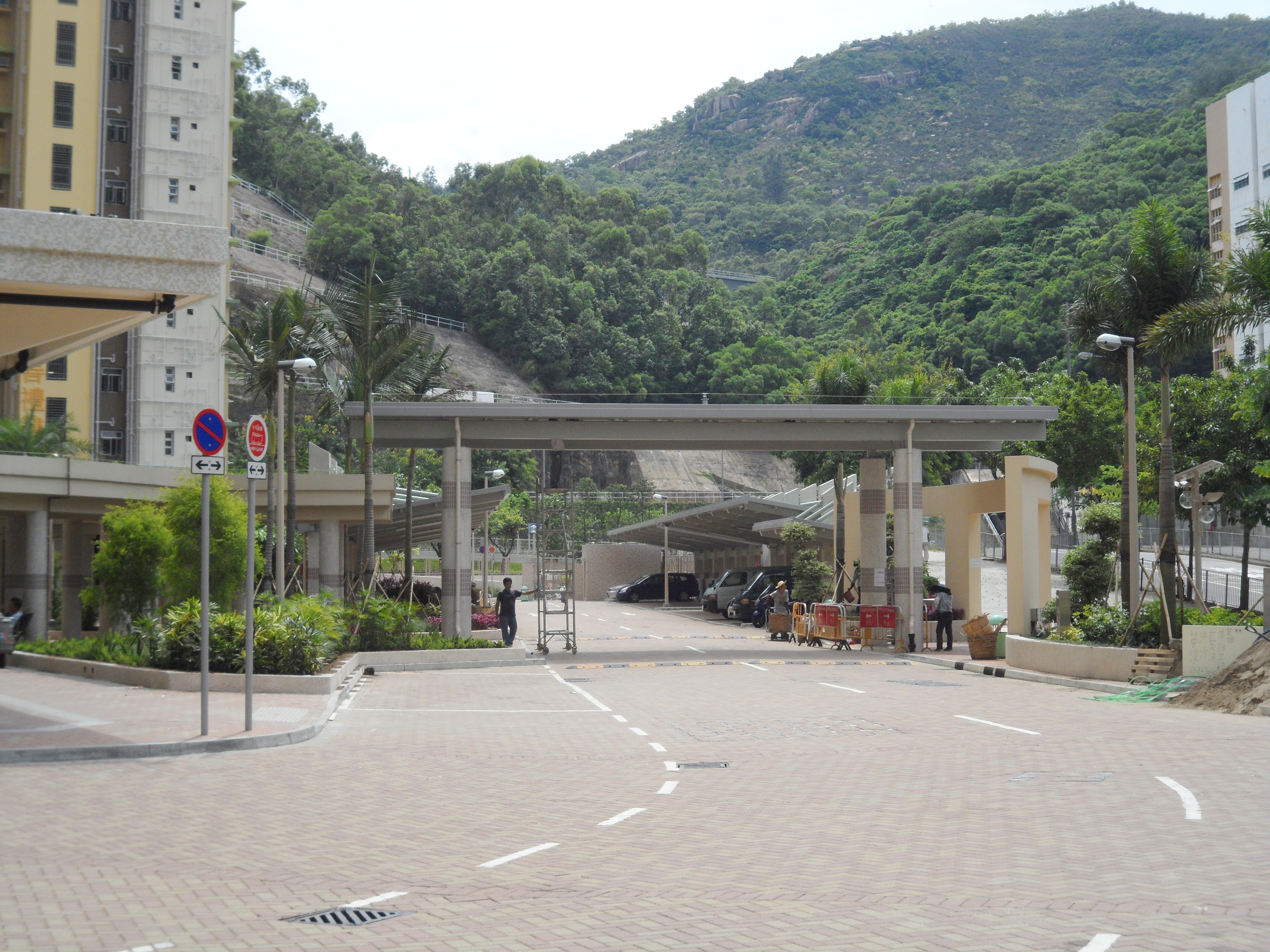
善明邨屋邨道路

### 康樂設施

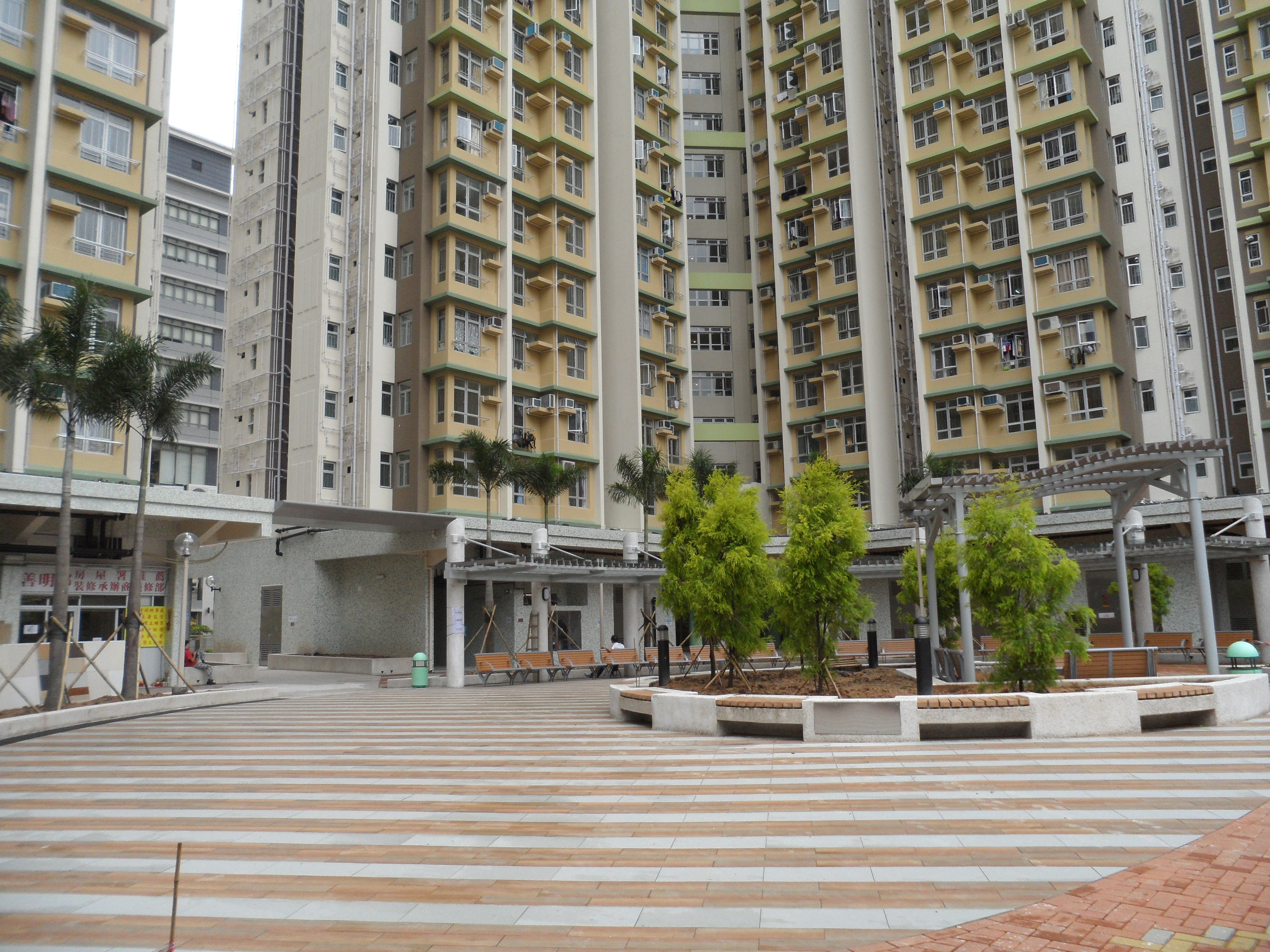
善明邨綠化休憩廣場
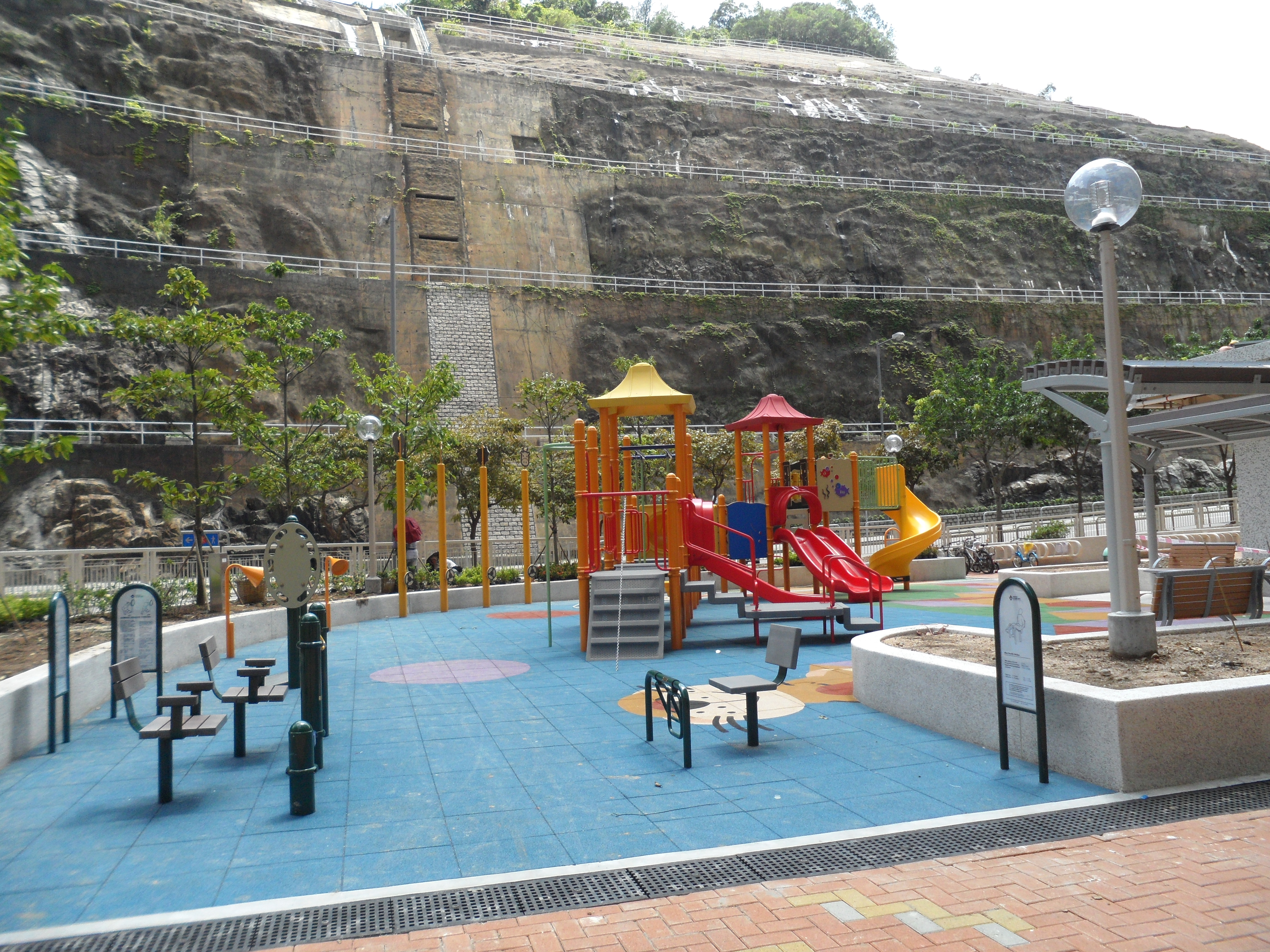
善明邨休憩區與遊樂場
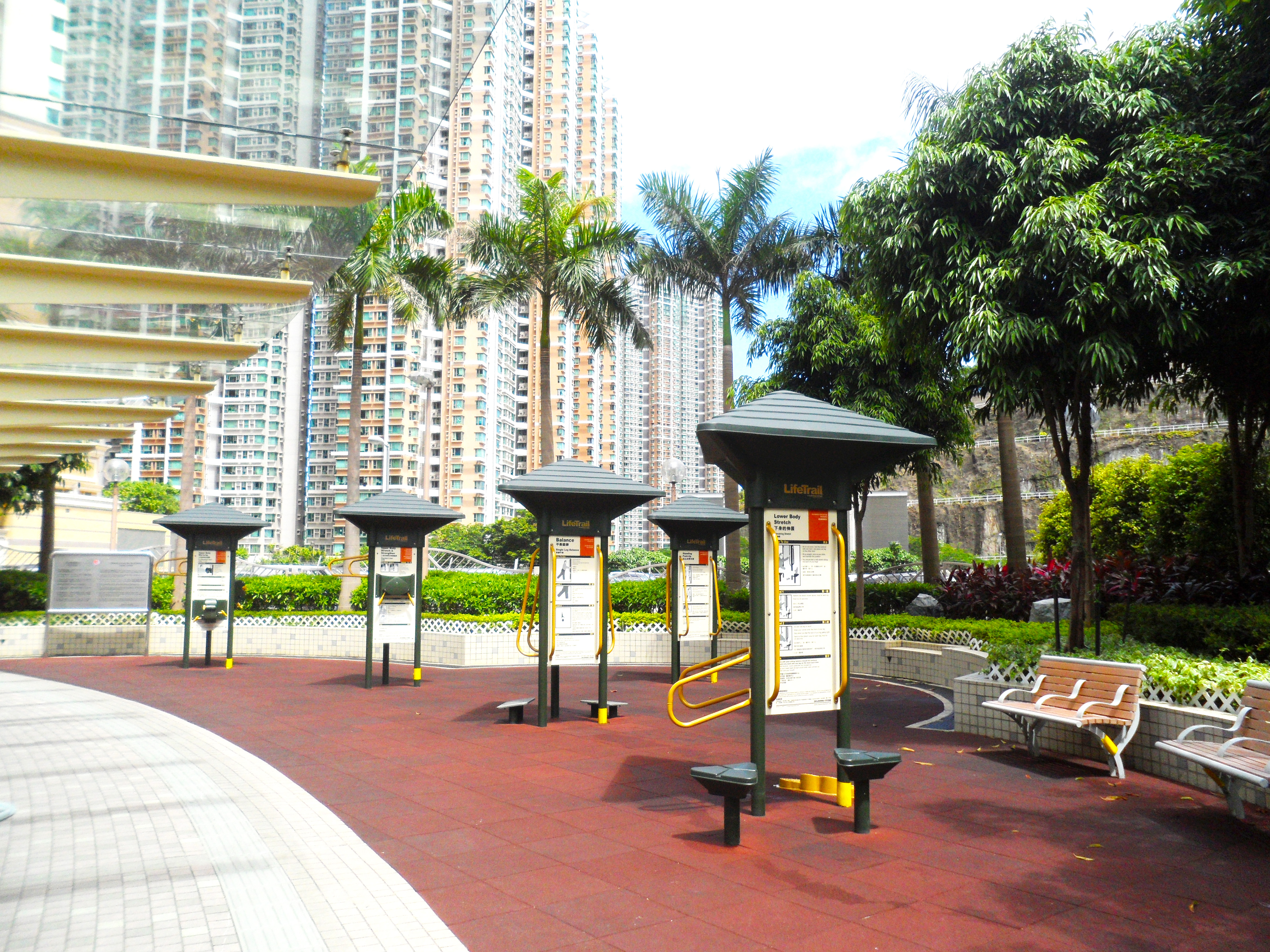
善明邨遊樂場健身設施
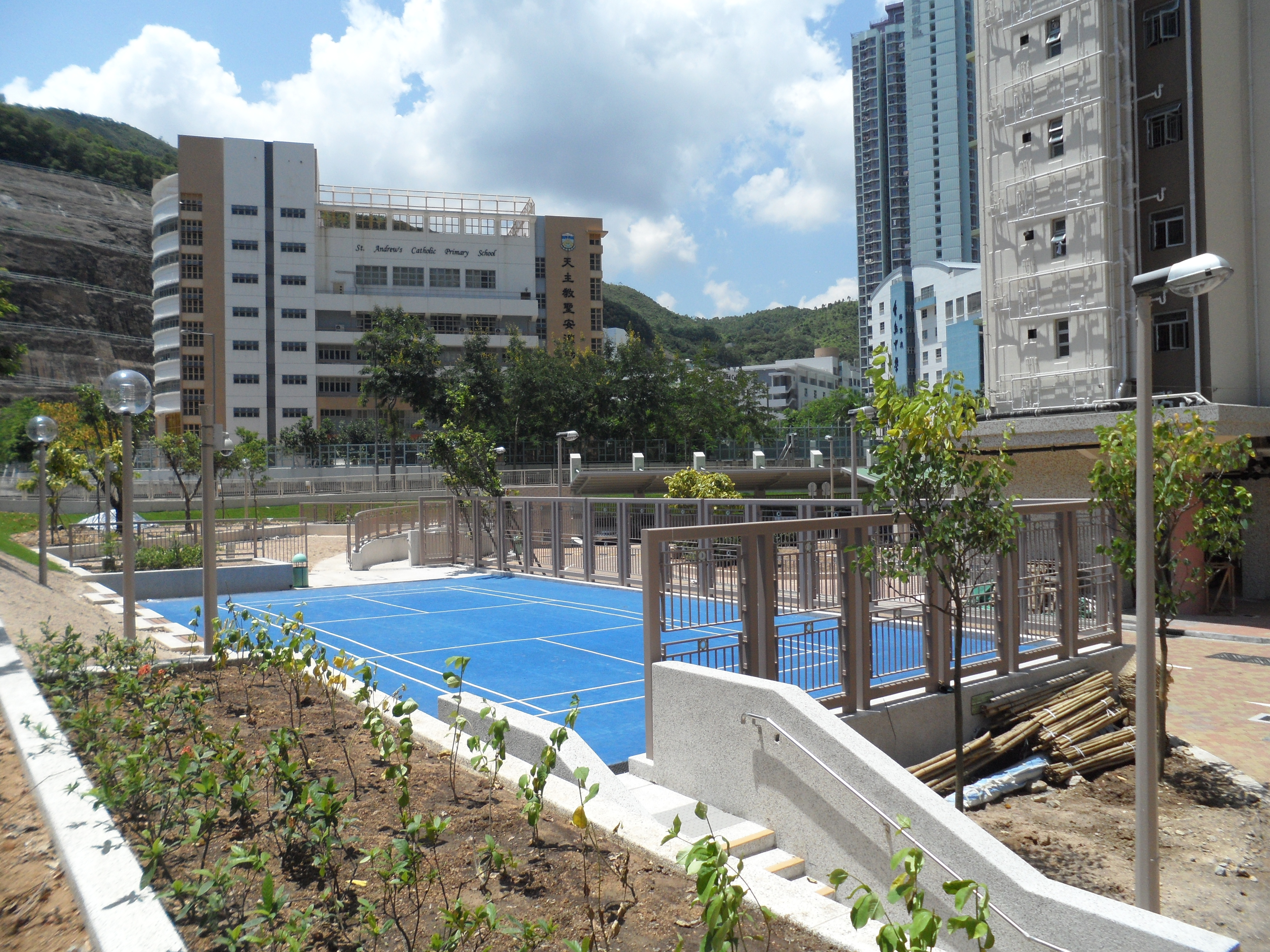
善明邨羽毛球場，鄰近善禮樓
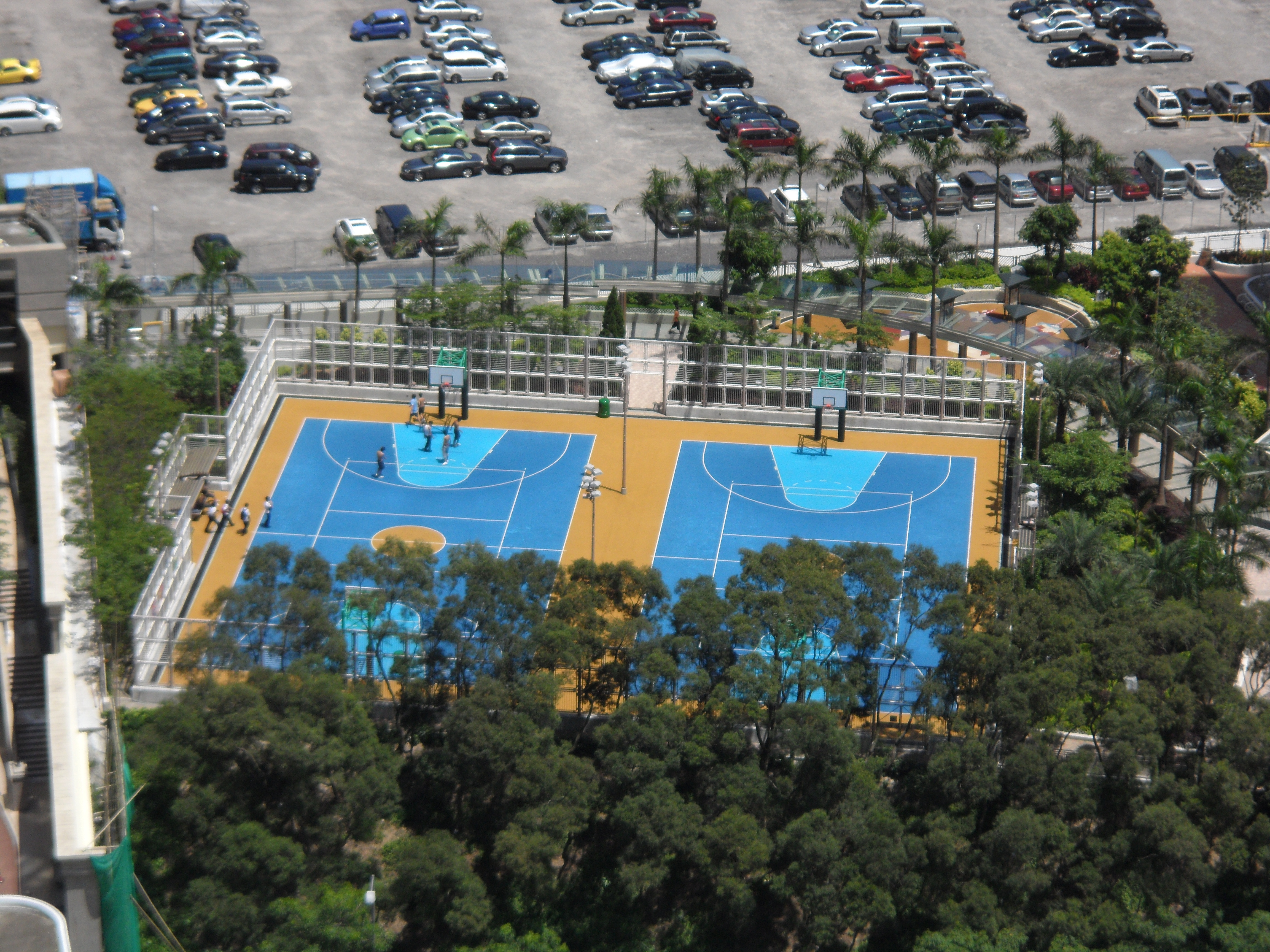
善明邨籃球場，鄰近善智樓

### 社區、公共設施及屋邨辦事處

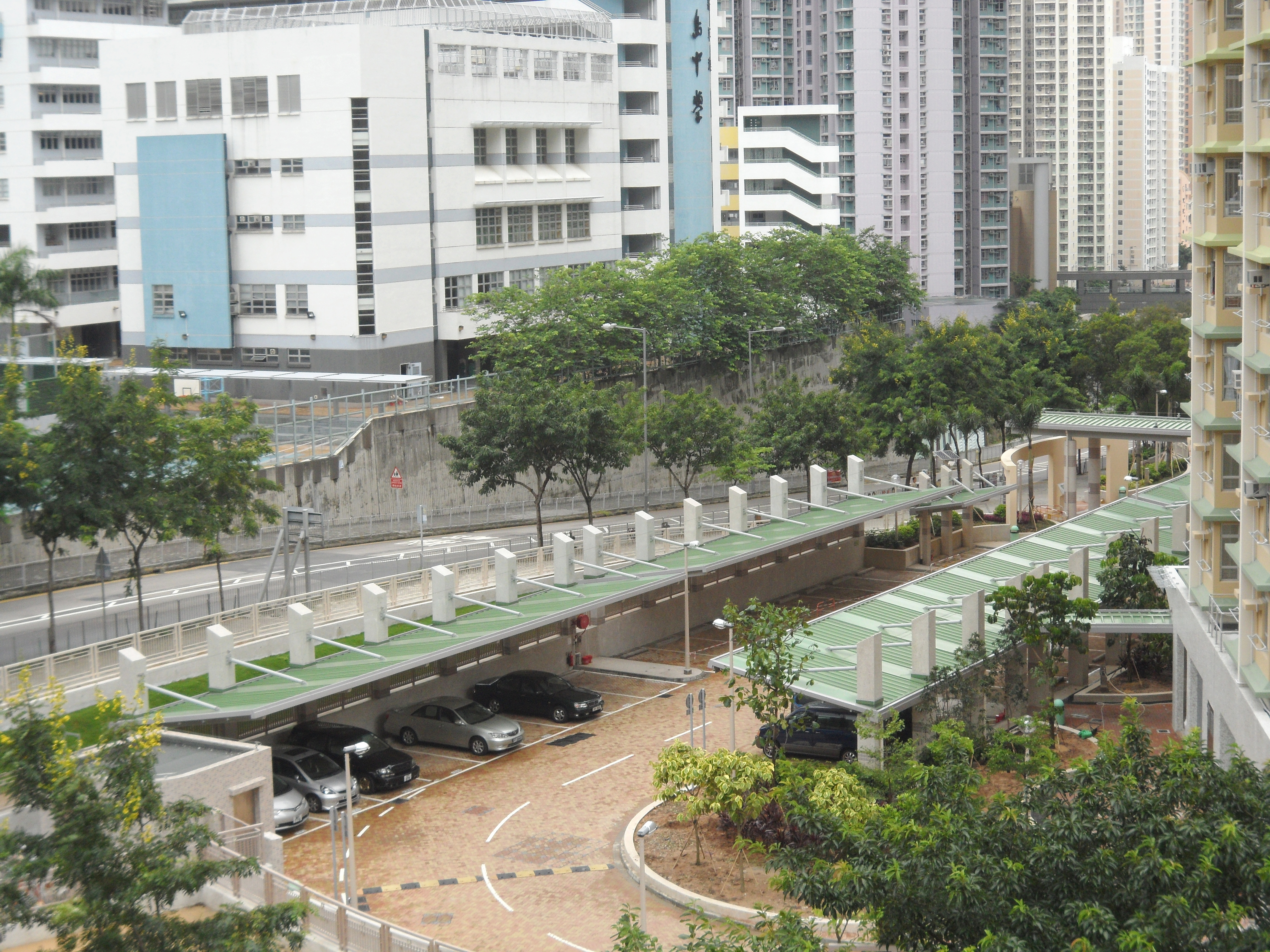
善明邨停車場
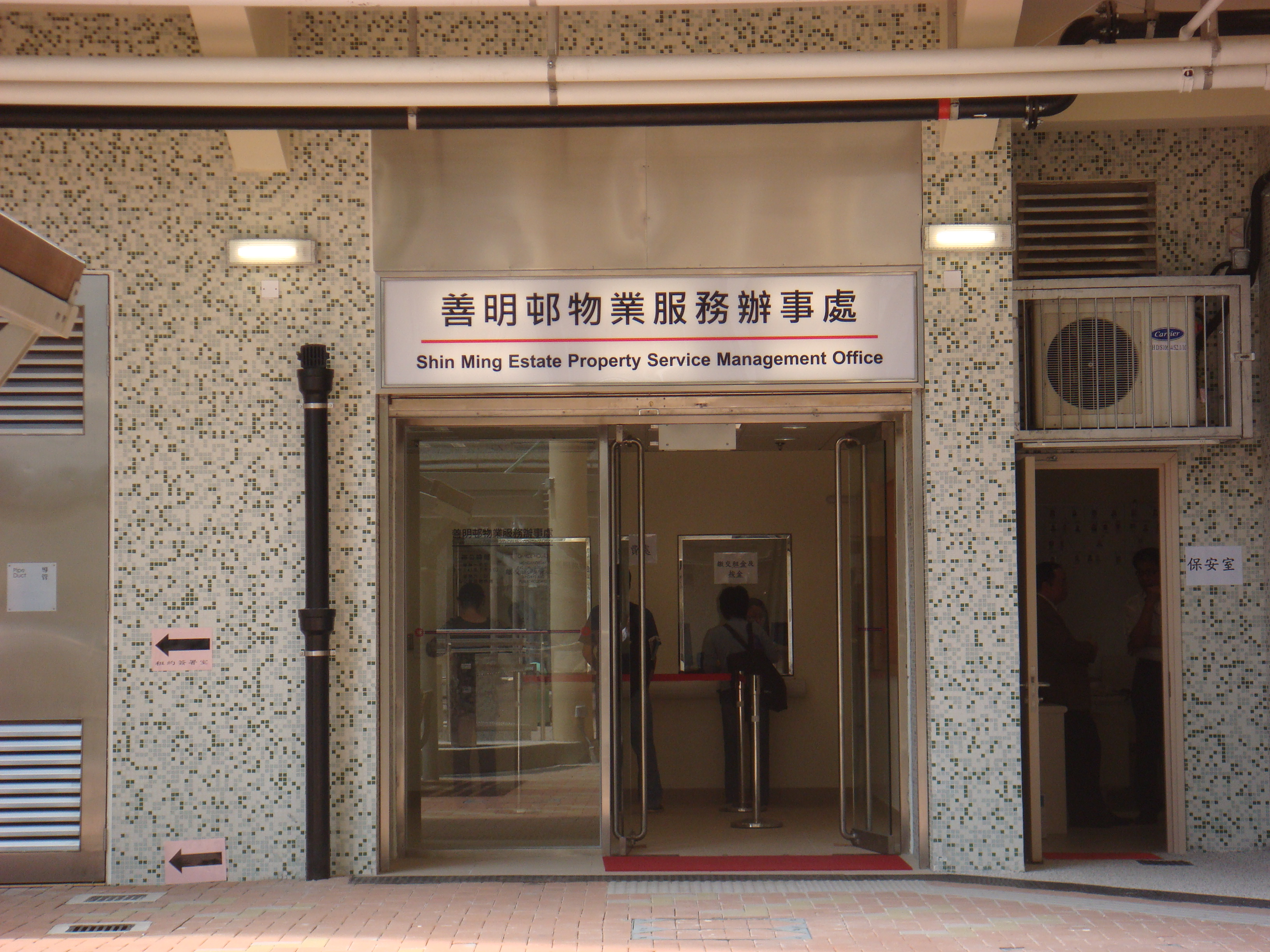
善明邨物業辦事處
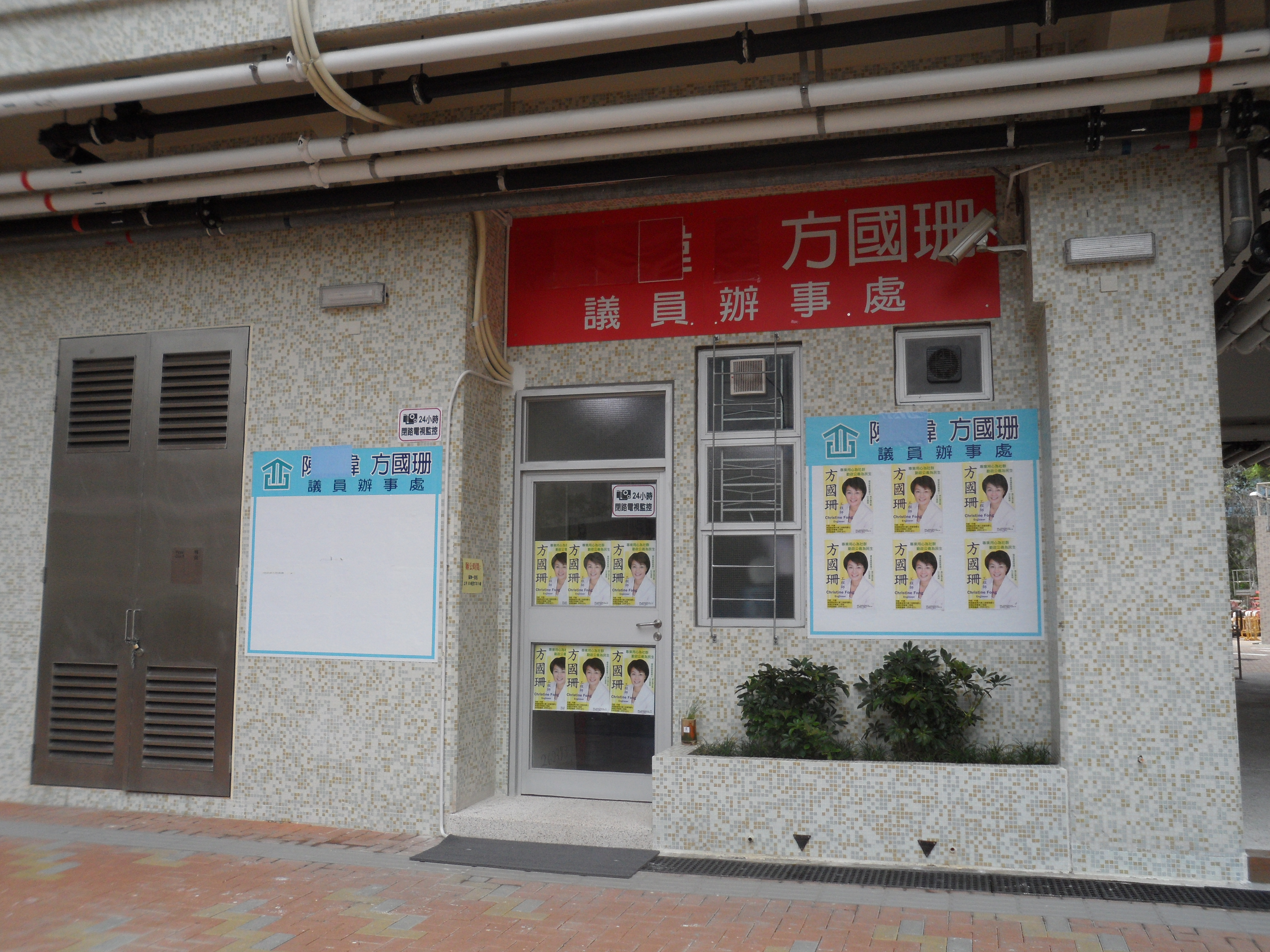
方國珊議員辦事處-善明分處
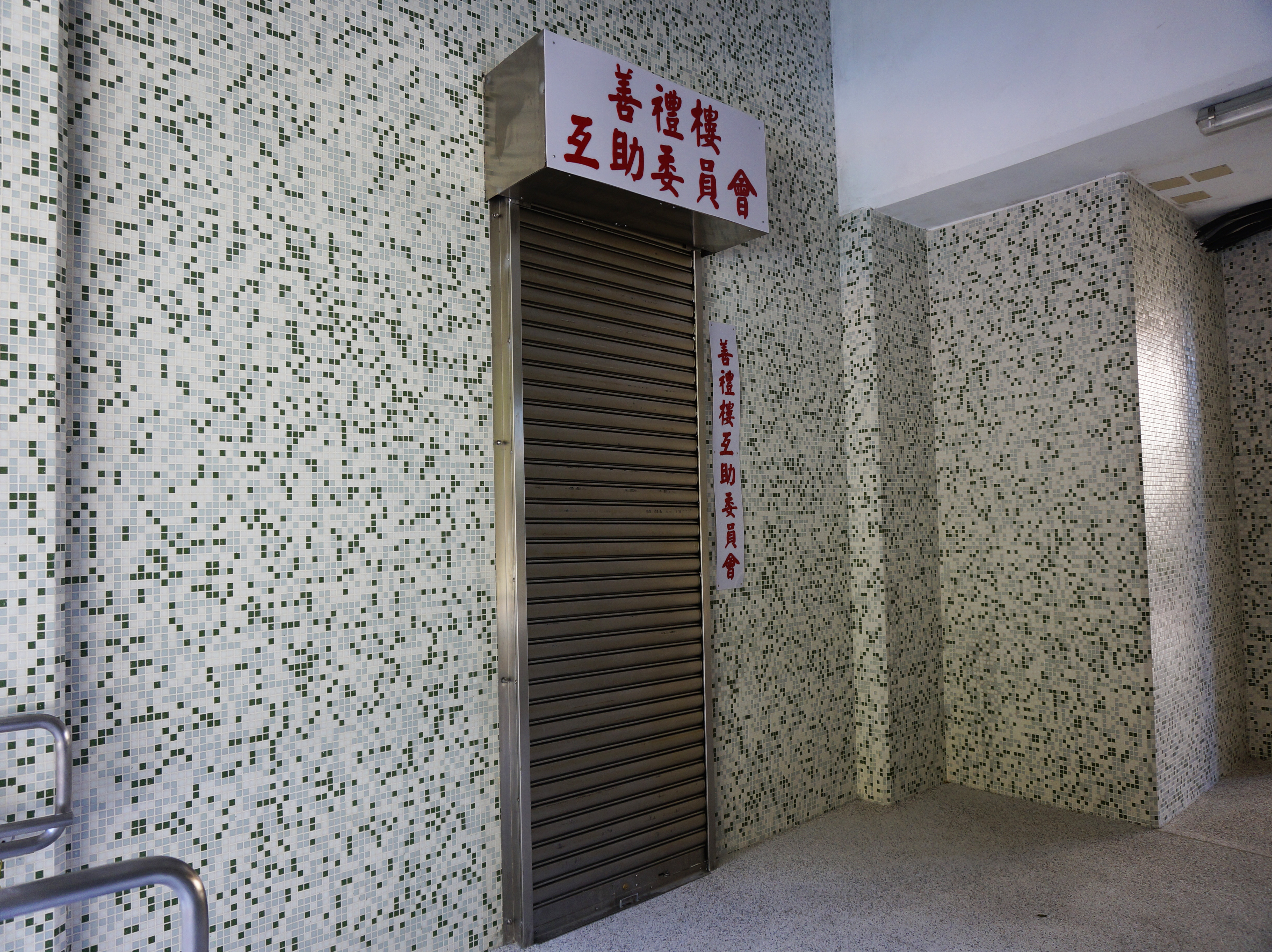
善禮樓互助委員會
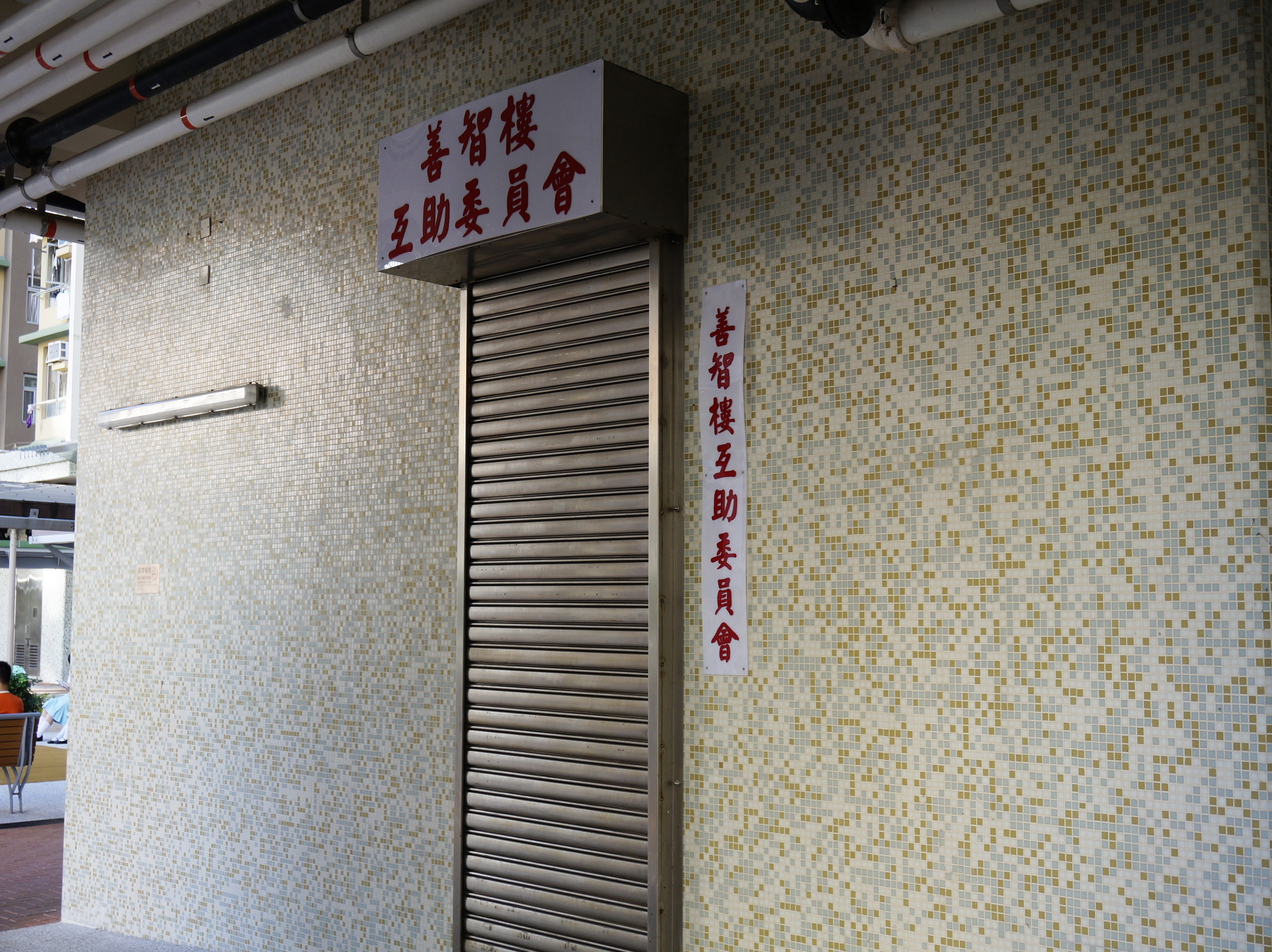
善智樓互助委員會
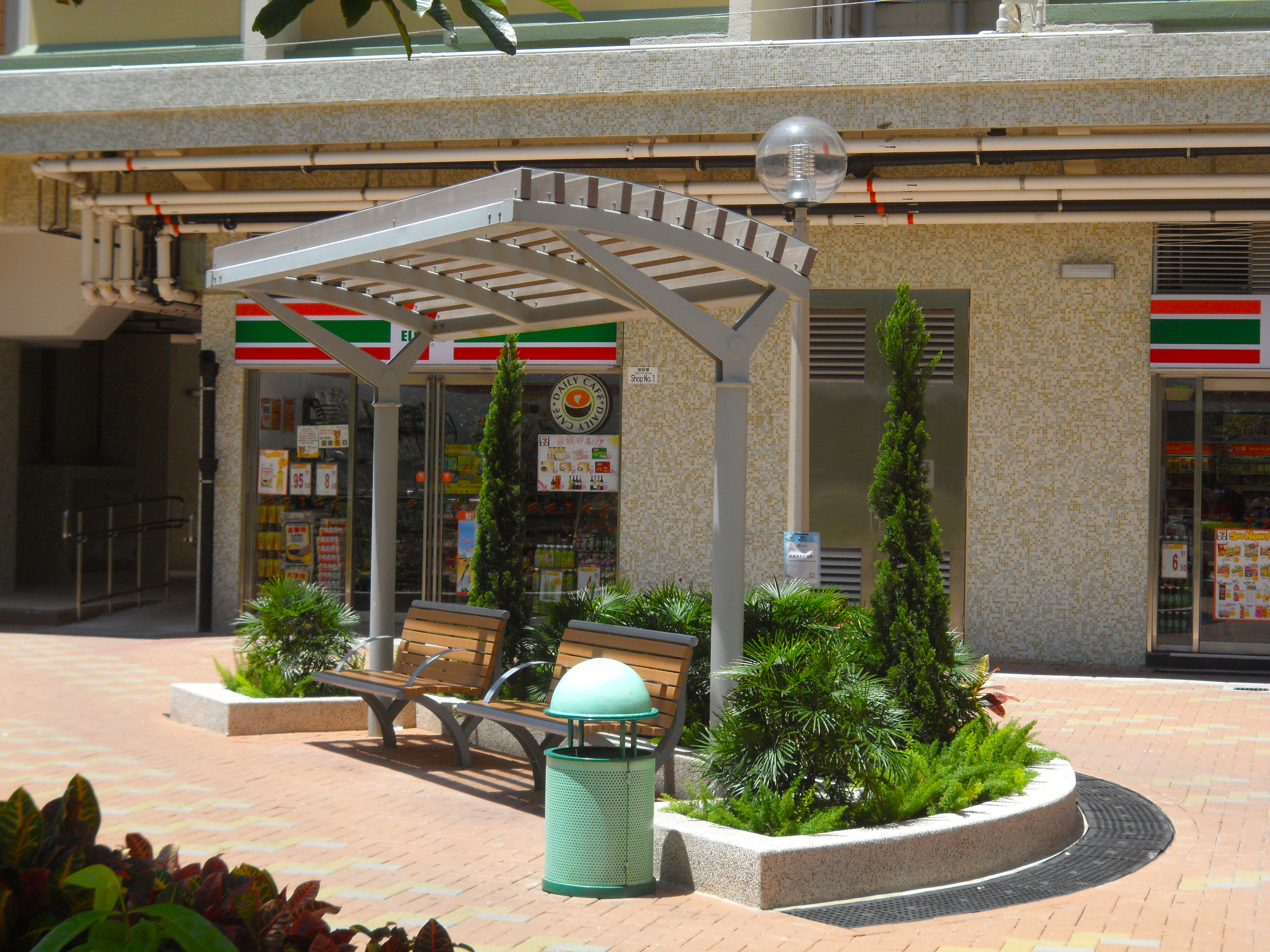
小型休憩區，背景為7-Eleven便利店
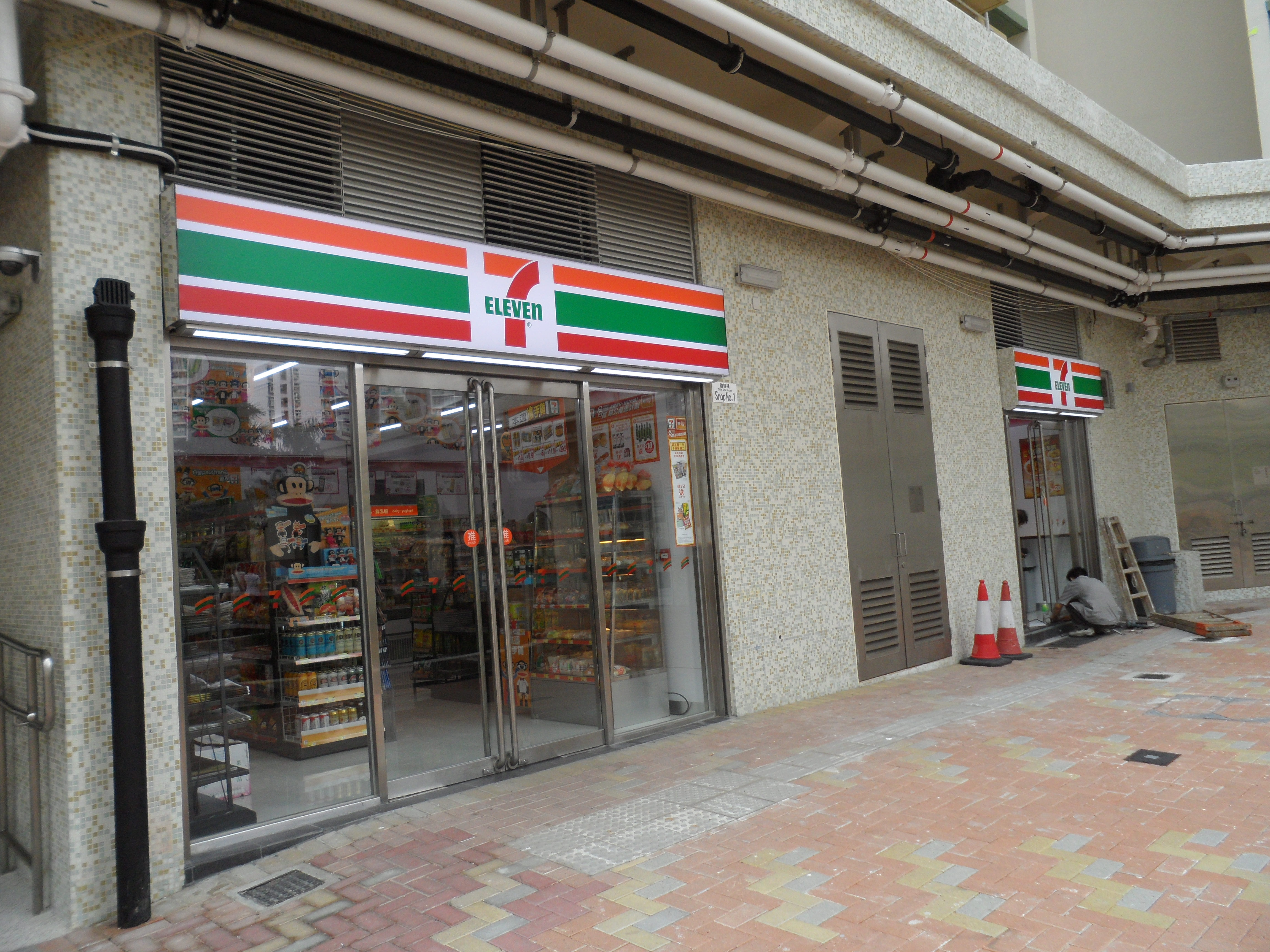
7-Eleven便利店，已於2011年9月30日開幕
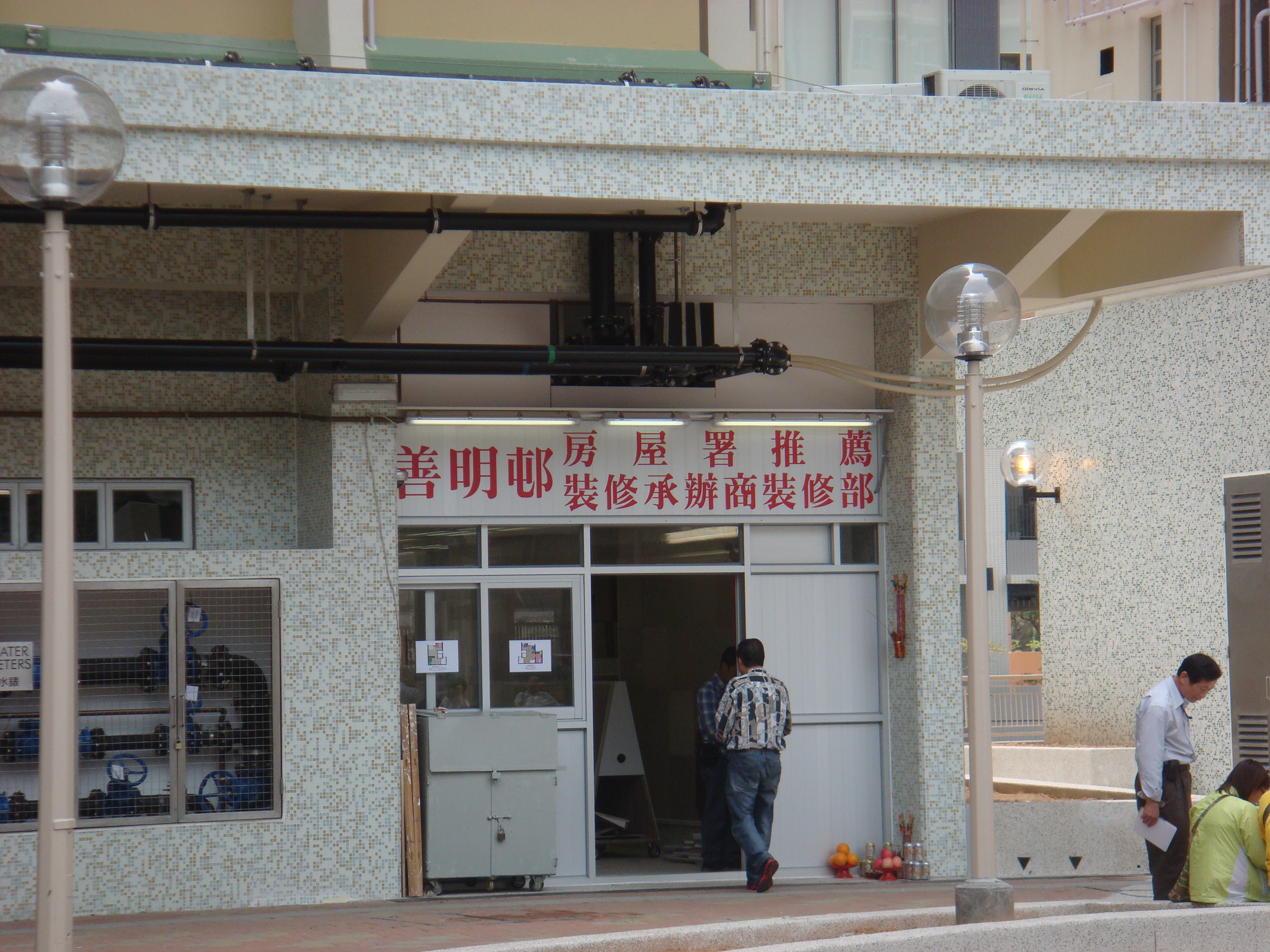
裝修承辦商（入伙期間）

## 停車場

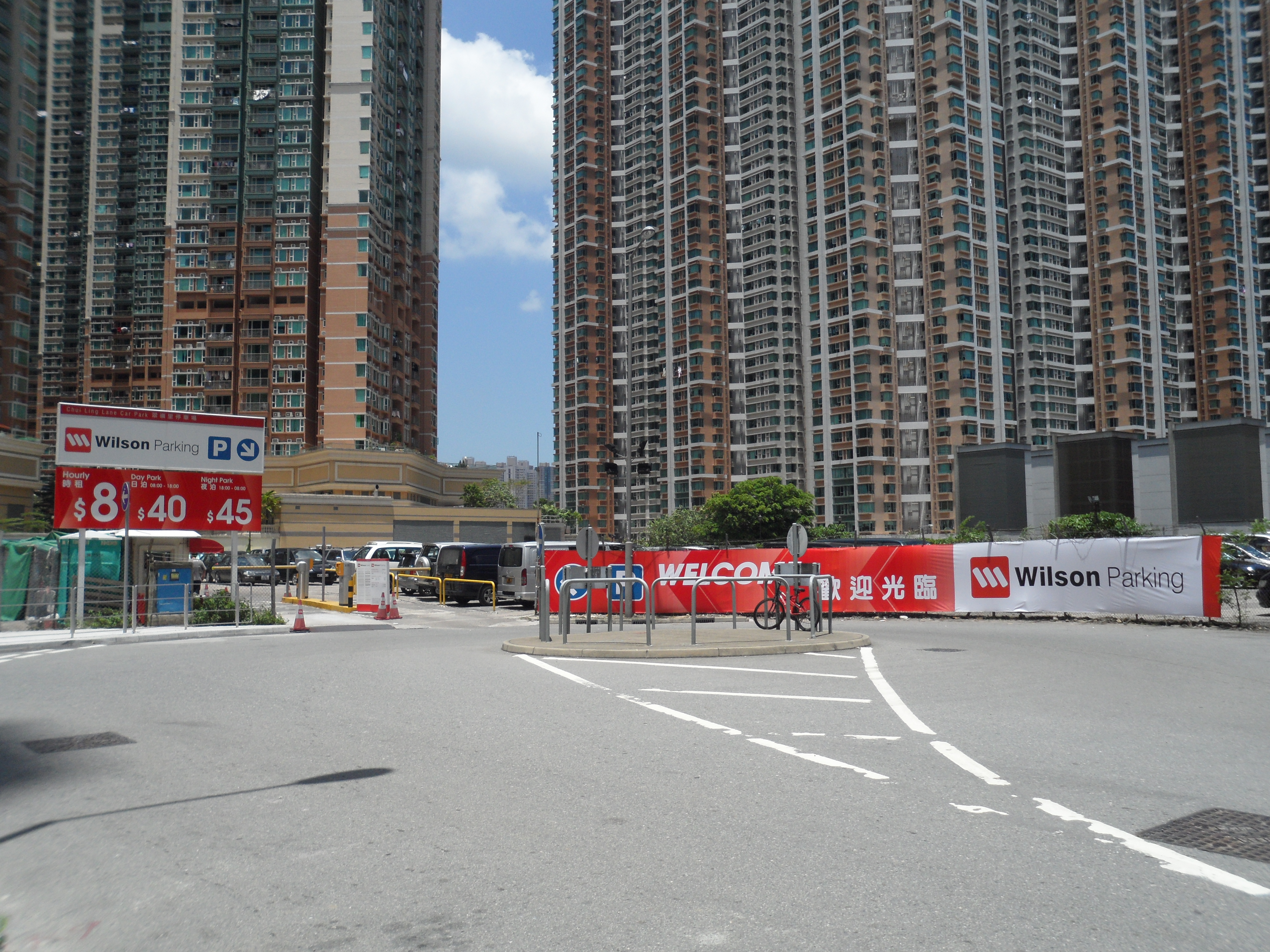
善明邨威信停車場外貌

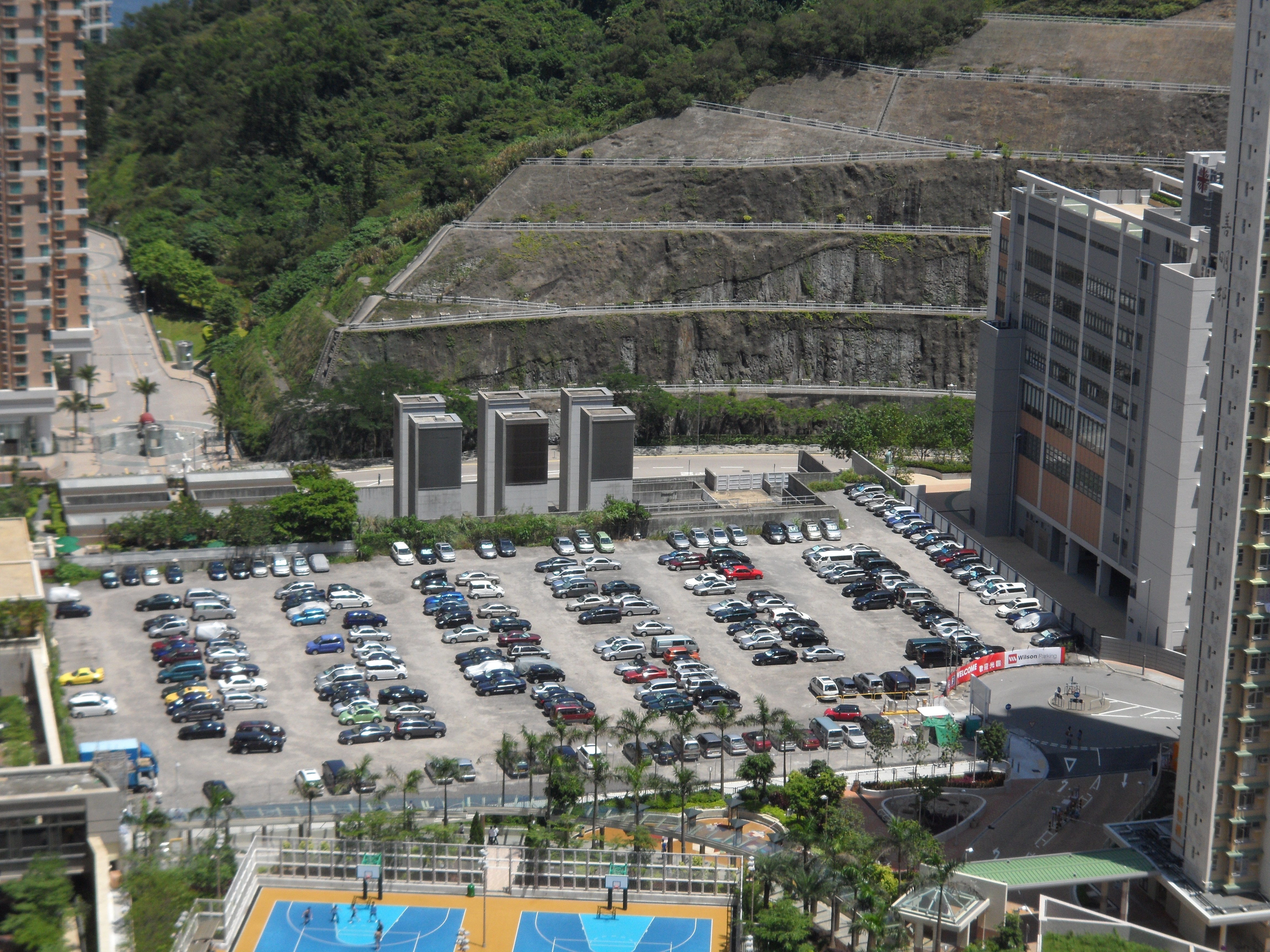
從高處眺望善明邨旁的威信停車場

善明邨威信停車場是一露天停車場，於2004年設立，位於善明邨善智樓與翠嶺里旁側，所有車輛需經翠嶺里進入停車場，主要服務善明邨與明愛白英奇專業學校。該停車場已於2013年8月1日起停止運作，現為聖方濟各大學的新校舍，於2017年7月開幕。

## 鄰近街道及屋苑
- 聖方濟各大學
- 明愛白英奇專業學校
- 調景嶺站
- 匯知中學
- 翠嶺里
- 翠嶺路
- 彩明街
- 澳景路
- 健明邨
- 都會駅
- 城中駅

## 社區問題

### 將軍澳及調景嶺青少年問題
將軍澳及調景嶺的青少年問題存在已久，但在健明邨與尚德邨一帶卻特別嚴重，部分青少年為「爭地盤」而發生爭執。兩股勢力在該區活動頻繁，以爭奪善明邨的控制權。